# Carrosserie Hess
Die Carrosserie Hess AG mit Sitz in Bellach im Kanton Solothurn in der Schweiz ist ein mittelständischer Hersteller von Autobussen, Trolleybussen, Personenanhängern, Bus-Bausätzen und Nutzfahrzeugen. Seit Auflösung der NAW Nutzfahrzeuge AG per Anfang 2003 ist Hess der letzte verbliebene Schweizer Bushersteller.
Das 1882 gegründete Unternehmen Hess war lange hauptsächlich ein Hersteller von Busaufbauten, während das Chassis meist von anderen Herstellern gefertigt wurde. Nach der Zusammenführung der bekannten Schweizer Hersteller Franz Brozincevic & Cie (FBW) und Saurer in der 1982 gegründeten Nutzfahrzeuggesellschaft Arbon & Wetzikon (NAW) und dem Ende der Bussparte vieler Schweizer Karosseriehersteller wurde Hess Anfang der 1990er Jahre faktisch zum exklusiven Lieferanten von Aufbauten der NAW-Fahrzeuge. Nachdem 2002 seitens der an NAW beteiligten Daimler AG beschlossen wurde, die NAW zu liquidieren, übernahm Hess verstärkt die Produktion von kompletten Bussen, die aufgrund der verhältnismässig hohen Produktionskosten hauptsächlich innerhalb der Schweiz verbreitet sind.
Als nicht öffentlich gehandelte Aktiengesellschaft im Familienbesitz veröffentlicht Carrosserie Hess nur wenige Geschäftszahlen.

## Geschichte
Die Carrosserie Hess AG wurde im Mai 1882 von Heinrich Hess in Solothurn gegründet. Der Wagner- und Schlossermeister Hess nahm zu Beginn hauptsächlich Unterhaltsarbeiten an Pferde- und Ochsenfuhrwerken vor. Der Betrieb lief gut und so konnte Hess bis 1900 acht Schmiede und Wagner als Beschäftigte einstellen. 1919 übergab Heinrich Hess seinen beiden Söhnen Arnold und Emil die Werkstätten. Die beiden – einer Wagner, der andere Wagenlackierer – wandelten den Betrieb in einen Karosseriebetrieb um, in der festen Überzeugung, dass die Zukunft beim Automobil liege.

### Personenwagen
Ab 1919 wurden die ersten Karosserien für Personenwagen hergestellt. Nach dem Ersten Weltkrieg waren ausländische Chassis vorerst Mangelware, und so wurden die ersten Automobilaufbauten auf Fahrgestellen von Martini aus St. Blaise sowie Chassis des Herstellers Piccard-Pictet aus Genf, der 1920 bereits Konkurs anmelden musste, aufgebaut. Schnell kamen dann auch Fahrgestelle von FIAT sowie von französischen und amerikanischen Herstellern dazu. Die ersten Karosserien waren noch stark mit denen von Kutschen vergleichbar, und das Karosserieren wurde oft von Karosseriewerkstätten vorgenommen. Mitte der 1920er Jahre wurden aber vermehrt komplette Fahrzeuge mit Karosserie vom Fliessband angeboten, dennoch konnte Hess noch immer Karosserien für Kunden mit individuellen Wünschen absetzen. Anfang der 1930er Jahre begann man, die Karosserien mit Holzgerippe und aufgenagelten Blechschalen durch punktgeschweisste Ganzstahlkarosserien zu ersetzen. Nachdem die Weltwirtschaftskrise auch die Schweiz erfasst hatte, gab die Carrosserie Hess 1933 den Bau von PKW-Aufbauten auf.
Eine Ausnahme wurde 1956 gemacht, als der örtliche Ingenieur Willy Ernst Salzmann seinen Prototyp eines Kleinwagens von Hess herstellen liess. Dieses Fahrzeug hiess Soletta 750 und hatte eine Kunststoffkarosserie. Obwohl der Wagen damals viel Beachtung fand, ging er nie in Serie.

### Autobusse und Trolleybusse

#### 1919 bis 1945: Car Alpin und erste Aluminiumkarosserien
Gleichzeitig mit der Automobilkarosserieproduktion wurde 1919 mit der Fertigung der ersten Karosserien für Omnibusse begonnen. Die ersten Fahrzeuge gingen an Unternehmen in der Umgebung und waren in der damals üblichen Bauweise gehalten. Basierend auf einem Stahlchassis von Drittherstellern wurde ein Holzgerippe aufgebaut, das anschliessend mit Stahlblech verkleidet wurde. Bereits ab 1920 wurde bei Hess allerdings damit begonnen, Stahl statt Holz für den Gerippebau zu verwenden. Während für den städtischen Bereich schon von Anfang an geschlossene Omnibusse bevorzugt wurden, war man in den 1920er Jahren noch überzeugt, dass Busse für den Ausflugsverkehr offen sein sollten. Entsprechend beschaffte die Schweizer Alpenpost offene Car Alpin mit Segeltuchverdecken. Schnell stellte man jedoch fest, dass dies den klimatischen Bedingungen der Schweiz nicht ganz entsprach, und so wurde Ende der 1920er Jahre ein Allwetterwagen entwickelt, der sowohl bei Sonne mit offenem Verdeck gefahren werden konnte wie auch winterfest war. Hess entwickelte für diese Faltverdecke einen elektrischen Antrieb, der sowohl in Deutschland wie auch in den USA patentiert wurde. Da diese Verdecke selbst ohne Antrieb ein Mehrgewicht bedeuteten, begann man damit, den leichteren Werkstoff Aluminium für gewisse Teile zu verwenden.
Schnell hatte Hess bei dieser Art von Busbau mit Aluminium eine führende Rolle erlangt. 1930 wurden zum ersten Mal wesentliche Teile der Karosserie aus Aluminium hergestellt, über dem formgebenden Stahlgerippe wurden Seitenbleche aus Aluminium angebracht. Da das Schweissen damals noch Probleme bereitete, wurde hauptsächlich genietet. Trotz Mehrkosten in der Produktion konnten die langfristigen Kosten dank höherer Korrosionsfestigkeit und geringerem Fahrzeuggewicht gesenkt werden. 1933 konnte Hess erstmals einen Omnibus mit einer kompletten Aluminiumkarosserie an die PTT liefern. Bei diesem Fahrzeug handelte es sich um einen ehemals 13-plätzigen Car alpin von 1926, der – wie damals üblich – neu karosseriert wurde. Hess stattete den Bus mit einer Allwetterkarosserie aus, die 19 Sitzplätze bot. Danach wurde es bei Hess üblich, sowohl die Karosseriegerippe wie auch die Beplankung in Aluminium auszuführen. Einen ähnlichen Weg ging die Saurer-eigene Werkstatt, während andere Karosseriehersteller bei Stahlaufbauten blieben.
Ins Trolleybusgeschäft stieg Hess im Jahr 1939 ein, als die Bevölkerung der Stadt Biel beschloss, ihr Tramnetz durch den Trolleybus zu ersetzen. Ein Jahr später wurden die sechs Fahrzeuge auf Berna-Chassis mit elektrischer Ausrüstung von BBC geliefert. Bald schon folgte ein Auftrag aus Basel für diesel-elektrische Frontlenkerbusse auf FBW-Chassis. Bereits bei Hess wurden diese Fahrzeuge mit Stromabnehmern ausgestattet und waren somit Zweikraftwagen. Auch die Trambahn Luzern bestellte solche Duo-Busse, allerdings mit SWS-Karosserie. Bereits im Jahr 1942 bestellten die Luzerner aber wieder vier normale Trolleybusse, die von Hess karosseriert wurden.

#### 1945 bis 1967: Selbsttragende Vollaluminium-Busse
Nach dem Zweiten Weltkrieg hatten sowohl Busbetriebe als auch Speditionen zwecks Flottenerneuerung einen erhöhten Bedarf an Fahrzeugen. Da Motoren und Chassis aber nur in Ausnahmefällen aus dem Ausland beschafft werden durften, lief die Produktion für die Karosserie-Hersteller eher schleppend an, waren doch die Chassishersteller schnell an der Kapazitätsgrenze angelangt. Die Carrosserie Hess selbst investierte 1947 in einen Werkstattneubau in Bellach und konnte so auch grössere Aufträge bewältigen.
Nachdem Kässbohrer 1951 seinen ersten selbsttragenden Bus Setra vorgestellt hatte, kam die Genossenschaft Autokurs Solothurn-Wasseramt 1954 mit dem Wunsch, einen selbsttragenden Bus herzustellen, auf Hess zu. Bei Hess entwickelte man in der Folge ein Fahrzeug in genieteter Alubauweise, die Fahrwerkskomponenten sowie den Motor dieses Busses lieferte FBW. Nach zahlreichen Belastungstests, die die Spannungs- und Verformungsfestigkeit der Karosserie belegten, wurde der erste selbsttragende Omnibus in Aluminiumbauweise ausgeliefert.
1957 konnte Hess zwölf Trolley- sowie vier Autobusse auf Saurer-Basis an die Verkehrsbetriebe St. Gallen (VBSG) liefern. Dabei legten die VBSG grossen Wert auf dauerhafte Wagenkörper für die Trolleybusse, also fertigte man bei Hess für die Trolleybusse einen Aluminium-Unterbau, während die Autobusse ein Stahlfahrgestell des Typs Saurer 5DUP erhielten. Die Karosserie – eine Aluminiumkonstruktion, die für beide Fahrzeugtypen optisch gleich war – wurde mit Stahlkomponenten für die Front- und Heckpartie sowie die Radkastenbügel ausgestattet. Diese Art der Mischkonstruktion erwies sich im Nachhinein als nachteilig, weil Korrosionsschäden hauptsächlich an Übergangsstellen von Stahl und Aluminium auftraten. Allerdings konnte auch festgestellt werden, dass die Aluminium-Gerippe vergleichsweise korrosionsfrei waren, so wurde die erwähnte Trolleybus-Serie auch bis 1992 in St. Gallen eingesetzt. Da man mit den Fahrzeugen zufrieden war, wurden 1967 weitere 18 Trolleybusse sowie 21 Autobusse in Vollaluminiumkonstruktion von den VBSG ausgeschrieben und anschliessend von Saurer und Hess beschafft. Dieses Mal war die Konstruktion für die Oberleitungsbusse identisch wie die der Dieselbusse.
Ende der 1950er Jahre suchte Postauto nach einer Möglichkeit, die verbliebenen Alpenwagen I und II mit Wagenlängen von unter acht Metern zu ersetzen. Da man die Aussenabmessungen beibehalten wollte, aber mehr Sitzplätze analog dem grösseren Alpenwagen III anbieten wollte, entschied man sich für einen Mittelunterflurmotor. Hess erhielt den Auftrag, Fahrgestell und Karosserie für die Wagen zu konstruieren. So entstanden zwei technisch unterschiedliche Prototypen des Alpenwagens III-U, die im Februar 1961 der PTT-Regie übergeben werden konnten. Im Gegensatz zum Schnauzenfahrzeug konnten gleich viele Plätze bei rund einer Tonne weniger Leergewicht und einer rund 1,5 Meter geringeren Länge angeboten werden. Die zwanzig Serienwagen, die von 1962 bis 1965 in Dienst gestellt wurden, wiesen neben einem Chassis von FBW Komponenten aus beiden Prototypen auf. Hess lieferte allerdings nur drei der Serienfahrzeuge, der Rest wurde von Frech-Hoch sowie Gangloff hergestellt.

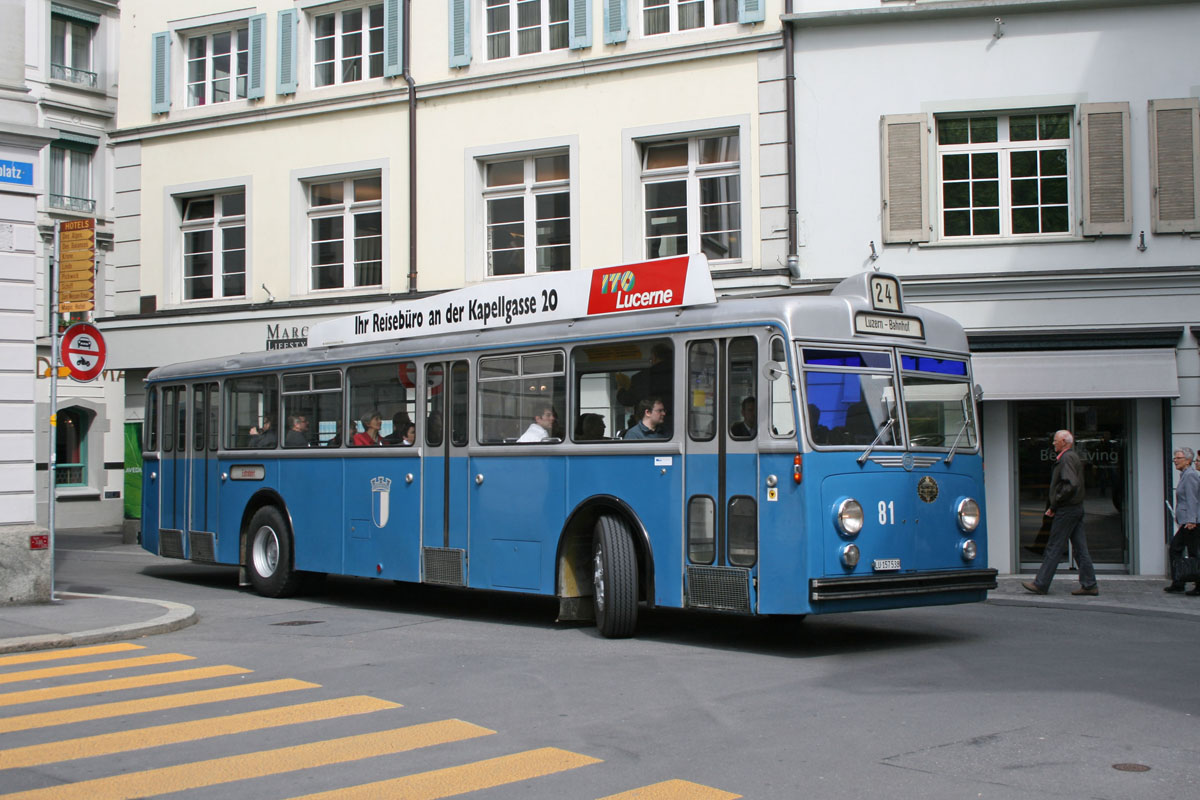
1955: FBW B71U der Verkehrsbetriebe Luzern in klassischer Bauweise
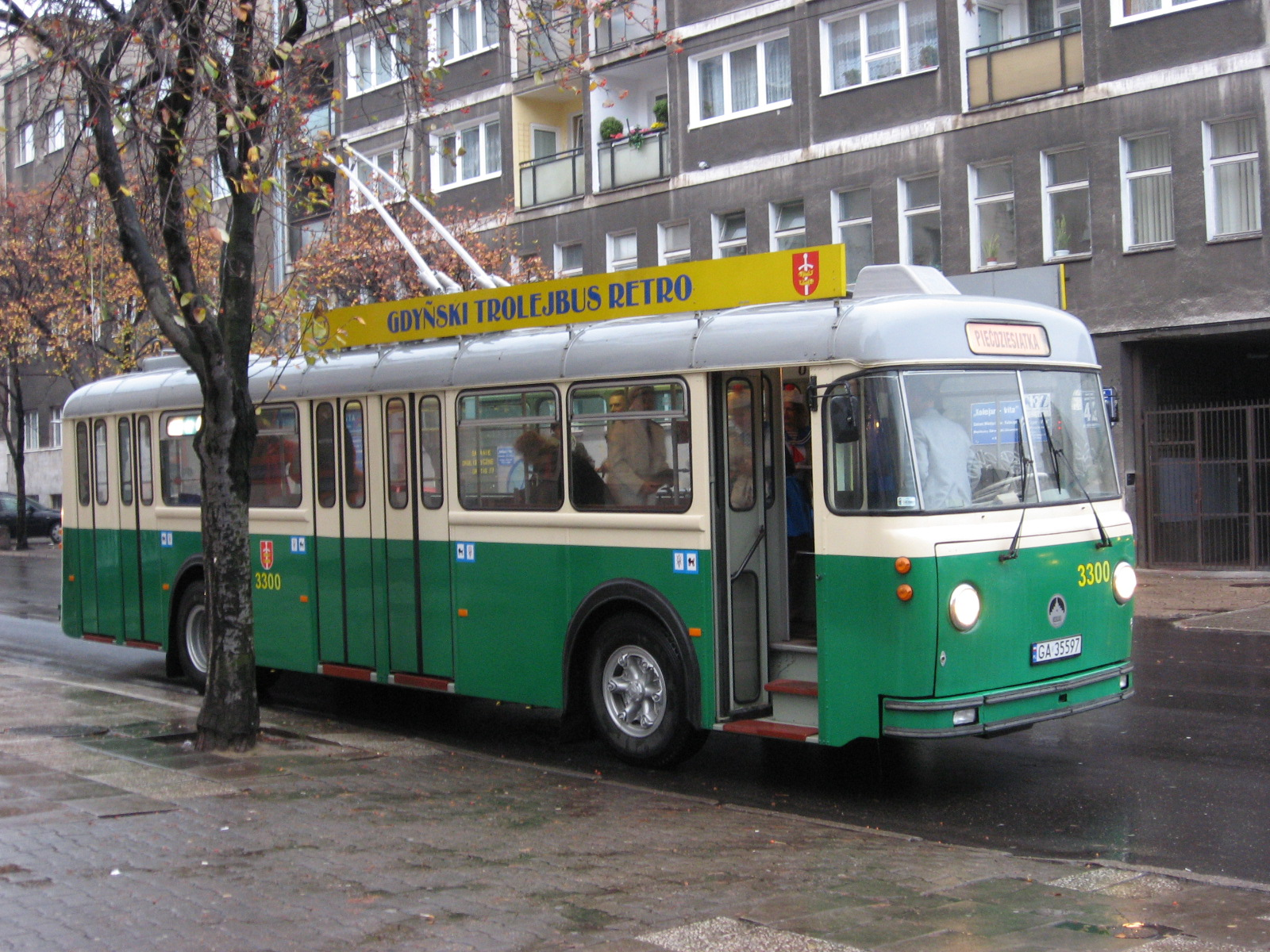
1957: Saurer 4IIILM der VBSG in selbsttragender Bauweise

#### 1967 bis 1984: Preiskämpfe führen zu Neuerungen
Ab 1. Januar 1967 verpflichteten sich die EFTA-Staaten, staatliche Aufträge öffentlich auszuschreiben und dabei die nationale Industrie nicht zu privilegieren, sondern nur Preis und Qualität als Kriterien zuzulassen. Entsprechend mussten sich die Schweizer Hersteller darauf einstellen, mit den ausländischen Herstellern konkurrenzfähig zu bleiben. Während der Mitbewerber Ramseier+Jenzer auf eine Baukasten-Bauweise mit Stahl zurückgriff, ging man bei Hess einen anderen Weg. Ab 1961 konnte Hess geschweisste Aluminiumkonstruktionen anbieten, die nun weiterentwickelt wurden. Um effizienter zu produzieren, wollte man die Anzahl der Gerippeteile und der Schweissungen reduzieren. So entstand die Aluminium-Grossprofil-Bauweise, wobei insbesondere der Bau von Dach- und Seitenwandteilen stark vereinfacht wurden. Für diese weltweit als Neuheit anerkannte Bauweise erhielt Hess 1972 ein Patent, und Alusuisse wurde beauftragt, entsprechende Grossprofile herzustellen.
Die geschweisste Konstruktion aus Grossprofilen erwies sich allerdings als sehr starr, wodurch es zu lokalen Überbelastungen und zu Rissbildungen speziell im Bereich der Mitteltüren kam. Nach aufwendigen Analysen kam man zwar auf Reparaturmethoden, die die Fahrzeuge wieder voll einsetzbar machten, dennoch suchte man nach Möglichkeiten, die Schwachstellen in der Konstruktion zu beseitigen. Konstruktionen aus geschweisstem Aluminium waren relativ teuer und das Schweissen an sich konzipiert – das machte nicht nur Hess zu schaffen, sondern auch der Firma Volvo, die in den Vereinigten Staaten Aluminiumbusse vertreiben wollte. Zusätzlich waren dort teure Schutzeinrichtungen gegen das beim Schweissen von Aluminium freigesetzte Ozon nötig, so war man sehr an einer geschraubten Konstruktion interessiert. Daher entwickelte die Carrosserie Hess in den folgenden Jahren eine Fahrzeugkonstruktion aus geschraubten Aluminium-Spezialprofilen, die die Arbeitsgänge wesentlich vereinfachten und unter dem Namen CO-BOLT bekannt wurde.
Nachdem Hess bei der Entwicklung der APG-Trolleybusse unter anderem auch wegen der Materialwahl nicht beteiligt war, beteiligte sich das Unternehmen an der Entwicklung der VST-Einheitstrolleybusse zwischen 1974 und 1977. Die Aluminium-Karosserien dieser Fahrzeuge wurden in einer Arbeitsgemeinschaft von Hess, Ramseier+Jenzer, Gangloff und Tüscher gefertigt und hatten die damals übliche Front der Hess-Autobusse. So gelangten insgesamt 101 Gelenkbussen an die Städte Basel, Bern, Genf, Neuchâtel und Zürich. Technisch unterschieden sich die Berner und Zürcher Wagen von den anderen Fahrzeugen durch ihren gelenkten Nachläufer, während sich optisch die Fahrzeuge für Basel und Zürich mit ihren kleineren Frontscheiben unterschieden. Den Zürcher Wagen fehlte zudem die typische Wulst über den Scheinwerfern. Im Gegensatz zu den anderen Städten beschaffte Lausanne auf Basis der VST-Vorschläge 18 Solo-Trolleybusse, da man weiterhin auf Anhängerbetrieb setzte. Auch andere Schweizer Trolleybusbetriebe beschafften während der Produktionszeit der VST-Einheitstrolleybusse Fahrzeuge, wollten aber aus verschiedenen Gründen nicht die vom VST vorgeschlagene Lösung wählen. Da Hess für alle diese Betriebe die Karosserien lieferte, konnte schnell der Eindruck entstehen, dass sich wesentlich mehr Betriebe an der Bestellung von Einheitstrolleybussen beteiligt hatten. Lugano konnte von der elektrischen Seite her nicht an der VST-Bestellung teilnehmen – die ungewöhnliche Betriebsspannung von 1000 Volt erforderte eine andere Elektrik. Als Basis für die vier Solo- und vier Gelenkwagen dienten Volvo-B58-55-Chassis. Luzern wollte einerseits ein einheitliches Chassis mit den gleichzeitig beschafften Gelenkautobussen, so kam ebenfalls ein Volvo-B58-55-Chassis zum Einsatz, andererseits sollte die elektrische Ausrüstung mit der Gelenktrolleybus-Serie von 1965 grösstenteils übereinstimmen, was zu einer elektrischen Ausrüstung von Siemens führte. Schaffhausen schloss sich mit einem Fahrzeug der Luzerner Bestellung an. In Winterthur beabsichtigte man, die Fahrmotoren der ausgemusterten Zweiachs-Trolleybusse weiterzuverwenden. Darum wurde 1974 ein Prototyp mit neuer Steuerung von Strömberg auf Volvo-Chassis gebaut. 1978 folgte ein zweiter Prototyp mit Saurer-Chassis und neuem Motor.
Einen ersten Export-Erfolg im Trolleybus-Sektor konnte Hess 1978 verbuchen, als vier Solotrolleybusse auf Volvo-B58-Chassis mit elektrischer Ausrüstung von Sécheron für den Oberleitungsbus Bergen geliefert werden konnten.

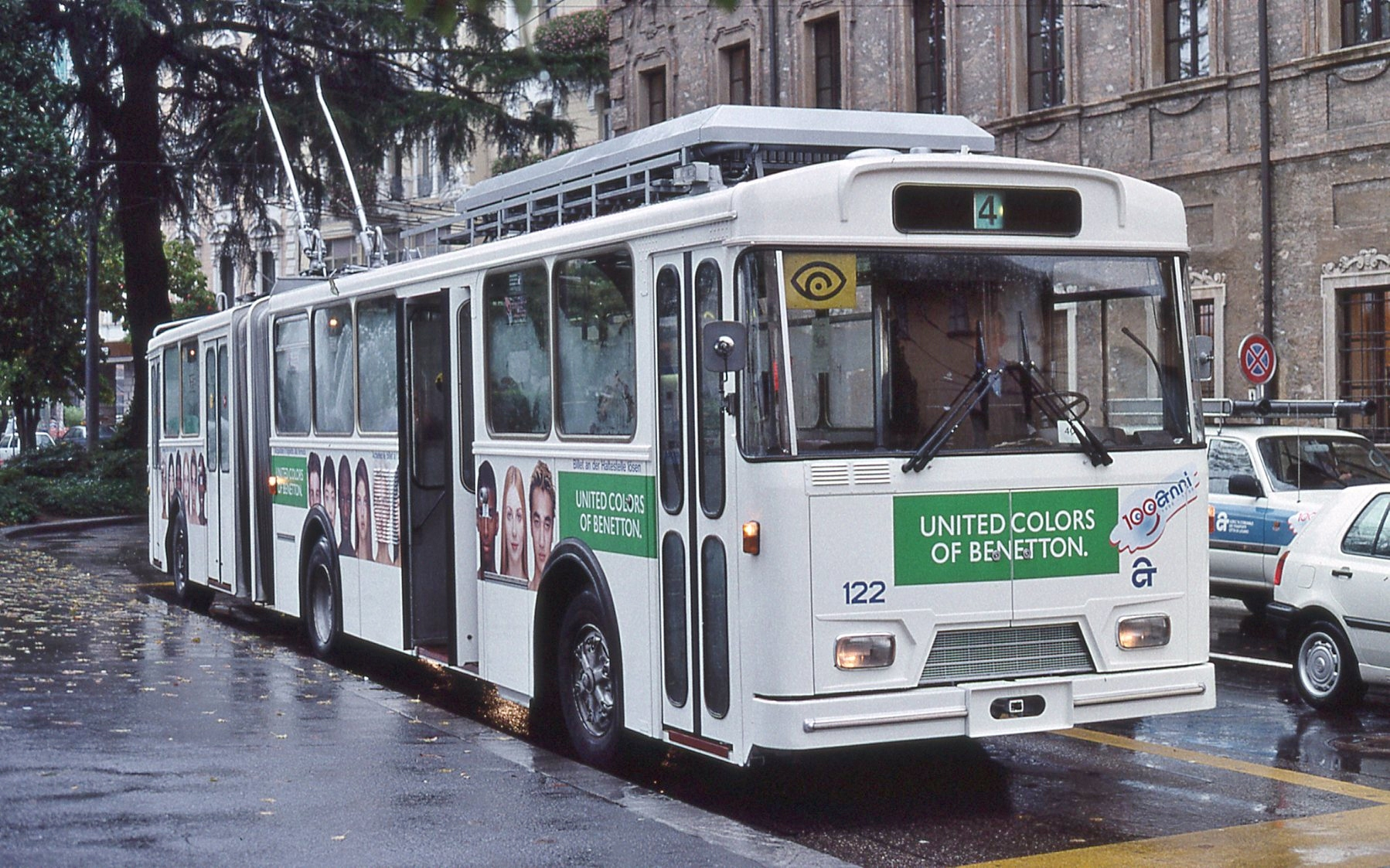
1975: Volvo B58 für den Trolleybus Lugano
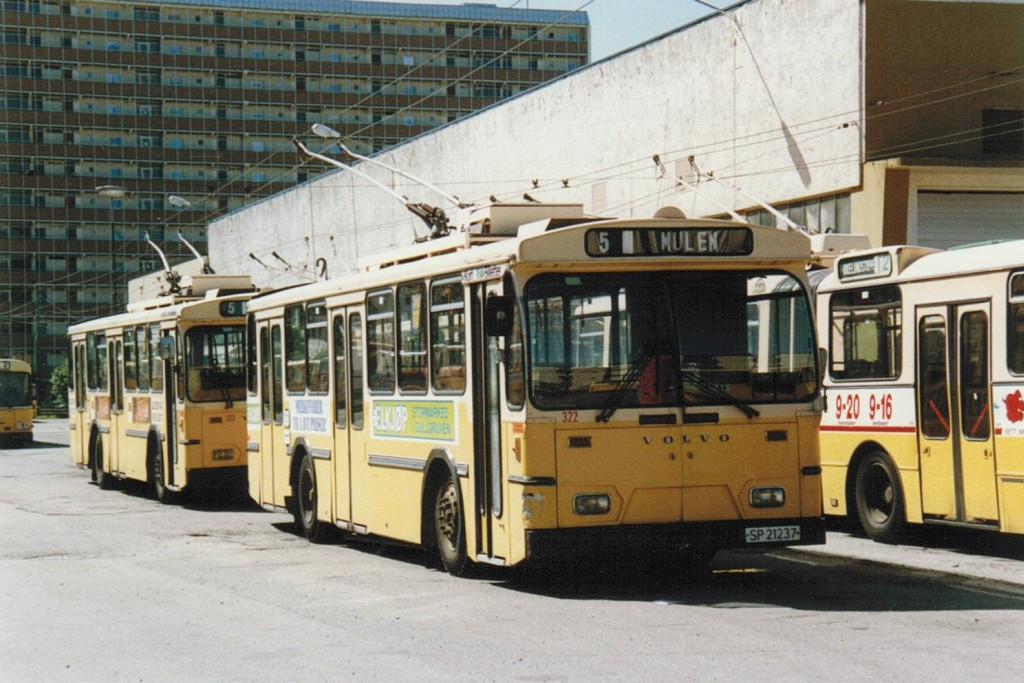
1978: Hess liefert vier Trolleybusse für die norwegische Stadt Bergen
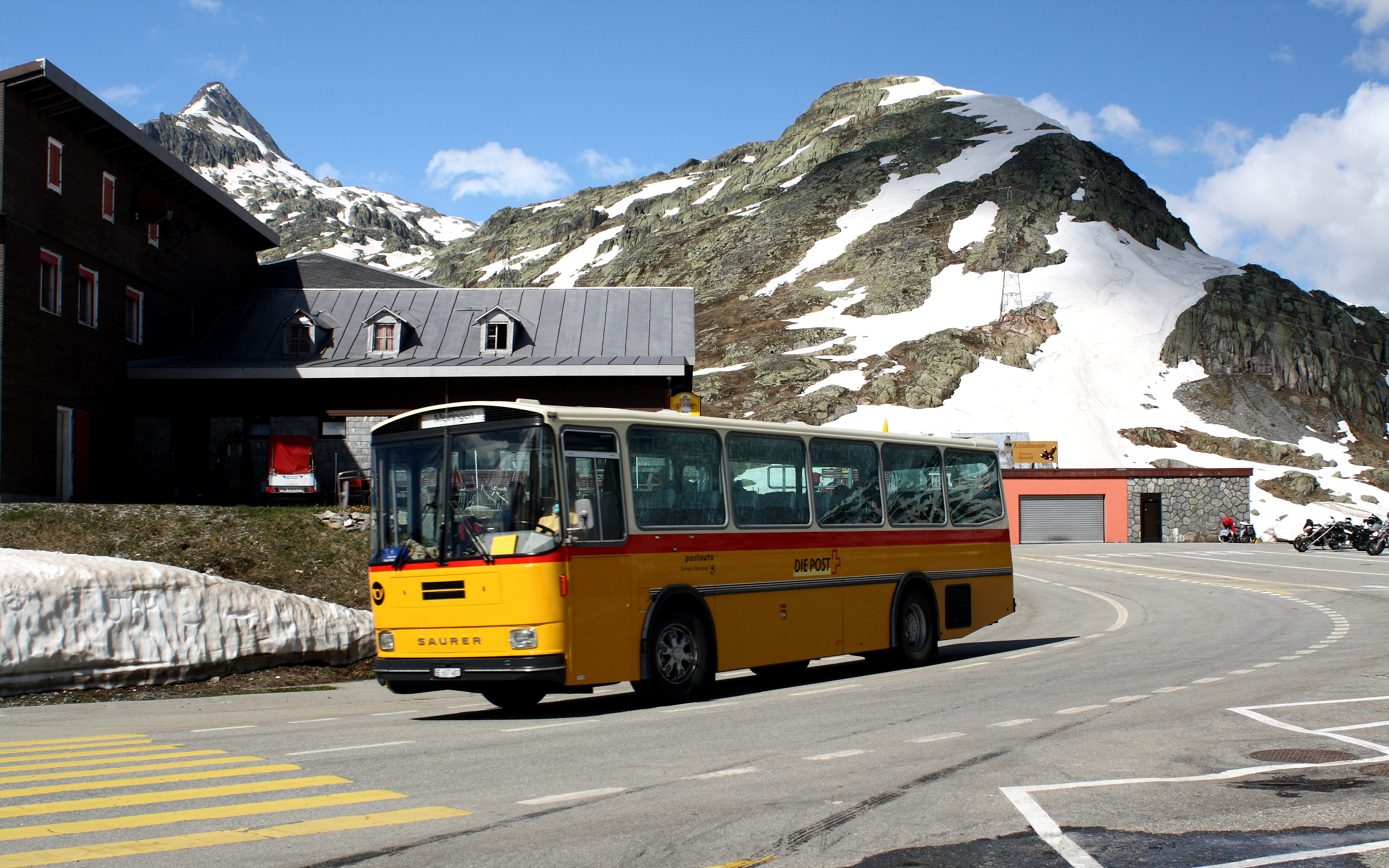
1981: Saurer RH 525-23 für Postauto

#### 1984 bis 1995: Einführung von CO-BOLT und Swisstrolley
1984 wurde der erste Volvo-Prototyp auf einem B10M-Chassis in CO-BOLT-Konstruktion an Volvo übergeben, was anschliessend zu 300 weiteren Gelenkbussen als Lizenzbau führte. Nach dem Prototyp für Volvo wurde auch für den Schweizer Markt nach und nach von geschweissten auf geschraubte Konstruktionen umgestellt. Die Carrosserie Tüscher erkannte die Vorteile dieser Konstruktion und übernahm noch im selben Jahr eine Baulizenz als Partner von Hess.
Die Konstruktion von CO-BOLT basierte auf folgenden Hauptmerkmalen: Sämtliche Gerippeverbindungen werden mit Klemmelementen und Gussecken verschraubt. Diese Schrauben sind mit einer Zweikomponenten-Schraubensicherung behandelt, wobei der Härter in Mikro-Kapseln eingeschlossen ist, die beim Eindrehen der Schraube zerstört wird und so die Schraube sichert. Somit konnte diese neue Bauweise im Gegensatz zur Schweisskonstruktion auch ohne grosse Erfahrung zusammengebaut werden – und da nicht mehr gerichtet und geschliffen werden musste, ging der Vorgang auch schneller. Weiter konnte Hess mit dem CO-BOLT zum ersten Mal eine Konstruktion im Baukastenprinzip präsentieren, die es auch erlaubte, Fahrzeuge individuell an die Kunden anzupassen. Weiter konnten auf der gesamten Fahrzeuglänge Klappen eingerichtet werden, mit denen das Wartungspersonal einfachen Zugang zu Rädern und Aggregaten hatte. Angeboten wurden eine Stadt- sowie eine Überlandversion auf Fahrgestellen von MAN, Daimler-Benz, NAW, Scania und Volvo, wobei beim CO-BOLT I Volvo- und NAW-Chassis den grössten Teil ausmachten.
Zwischen 1988 und 1989 konnte Hess nach den Zweikraftwagen von 1941 erneut Duo-Busse karosserieren, dieses Mal für Fribourg. Die zwölf Gelenkwagen hatten einen mit Dieselmotor angetriebenen Vorderwagen, der weitgehend einem normalen Volvo B10M entsprach, sowie einen elektrisch getriebenen Nachläufer. Aus Gewichtsgründen wurde darauf verzichtet, eine Zwischenkupplung für den Elektromotor anzubringen, der so auch im Dieselbetrieb mitlief; unter Fahrleitung wurde das ZF-Getriebe des Dieselmotors in Neutralstellung gebracht, wodurch das Getriebe ohne Motor ebenfalls mitlief. Im Notbetrieb war es ausserdem möglich, beide Antriebe bis zu einer Geschwindigkeit von 35 km/h gleichzeitig zu betreiben, wodurch beispielsweise vereiste Steigungen überwunden werden konnten.
Ende der 1980er Jahre führte das schweizweite Verkehrskonzept Bus+Bahn 2000 kurzfristig zu einer gesteigerten Nachfrage an Bussen. Kurz darauf folgte aber die Ernüchterung, dass das Konzept nicht die richtigen Kapazitäten an den richtigen Orten zur Verfügung stellte. Zusammen mit der einsetzenden Rezession führte das zu einem Überschuss an Bussen und einem Beschaffungsstopp bei vielen Verkehrsbetrieben. Gleichzeitig wurde die PTT ab 1989 einer Entflechtung der Teilbereiche Post, Telefon, Telegraf und auch des Postautobetriebs unterzogen, die 1998 abgeschlossen war. Somit konnten Verluste im Postautobereich nicht mehr durch rentablere Bereiche abgefedert werden. Zudem wurden die Postautos 1995 auch dem neuen Eisenbahngesetz unterstellt, das die Abgeltung durch die Kantone vorsieht und Postauto damit in Konkurrenz zu anderen Busbetrieben stellt. Vermehrt wurden so im Anschaffungspreis günstigere Busse beschafft, während die Lebensdauerkosten in den Hintergrund traten. Diese Veränderungen führten auch dazu, dass die vormaligen Mitbewerber Frech-Hoch Sissach sowie Ramseier+Jenzer die Busproduktion einstellten.
1982 hatten Berna, FBW, Saurer sowie Daimler-Benz beschlossen, die Produktion von Nutzfahrzeugen zukünftig gemeinsam unter dem Namen Nutzfahrzeuggesellschaft Arbon & Wetzikon (NAW) zusammenzulegen. Im Jahr 1986 wurden die letzten Chassis unter dem alten Markennamen ausgeliefert, bereits im selben Jahr stellte man beim Nutzfahrzeugsalon in Genf das Trolleybus-Chassis BT 5-25 und im Frühling 1987 das zugehörige Gelenkwagen-Chassis BGT 5-25 vor. Auf der einen Seite vereinfachte das die Typenvielfalt für Hess, auf der anderen Seite waren viele Kunden dem neuen Unternehmen unter deutscher Leitung gegenüber skeptisch eingestellt.
Im Spätsommer 1989 konnte Hess zusammen mit den Projektpartnern NAW und ABB das Konzept für einen Niederflur-Trolleybus vorstellen. Die wichtigsten Punkte waren dabei die Langlebigkeit der Karosserie und des Chassis, die Möglichkeit, Antriebe verschiedener Hersteller zu verbauen, die Möglichkeit, die Karosserie anzupassen, sowie die Verwendung von vorhandenen Grossserienteilen. Beim Niederflurfahrwerk, das anschliessend entwickelt wurde, hatte man vor allem mit dem fehlenden Platz für Aggregate sowie der nötigen Steifigkeit des Chassis zu kämpfen. Die Lösung von NAW lag darin, dass die Podeste für die Aggregate bereits im Chassis verbaut wurden, was die Festigkeit positiv beeinflusste, jedoch keine Freiheiten bei den Positionen der Aggregate erlaubte. Im Gegensatz zu klassischen Fahrgestellen konnte das neue Chassis allerdings nicht mehr alle Kräfte selbst aufnehmen, so dass die Karosserie einen Teil der Kräfte übernehmen musste, was eine enge Zusammenarbeit von NAW mit Hess erforderte. Erstmals konnten auch nicht mehr alle elektrischen Komponenten unter dem Wagenboden verbaut werden. Mit Ausnahme der Elektromotoren und des Notfahraggregats fanden die Komponenten auf dem Dach Platz, was wiederum eine enge Zusammenarbeit von Hess mit dem Elektrolieferanten erforderte. Der Prototyp des Swisstrolleys wurde am 14. März 1991 in Zürich der Presse vorgestellt, bevor er auf zwölf Schweizer Trolleybusnetzen testweise eingesetzt wurde. Bereits zuvor – ohne den Prototyp getestet zu haben – bestellten die TPG Genève 13 Swisstrolleys. Die Budgetkürzungen der 1990er Jahre führten aber dazu, dass die erste Swisstrolley-Generation keine weitere Verbreitung fand.

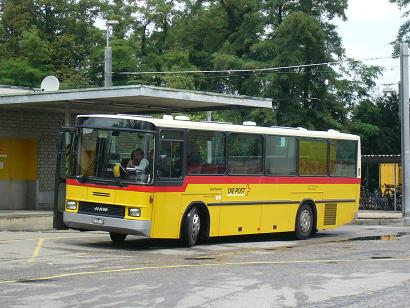
NAW BH4-23 für Postauto
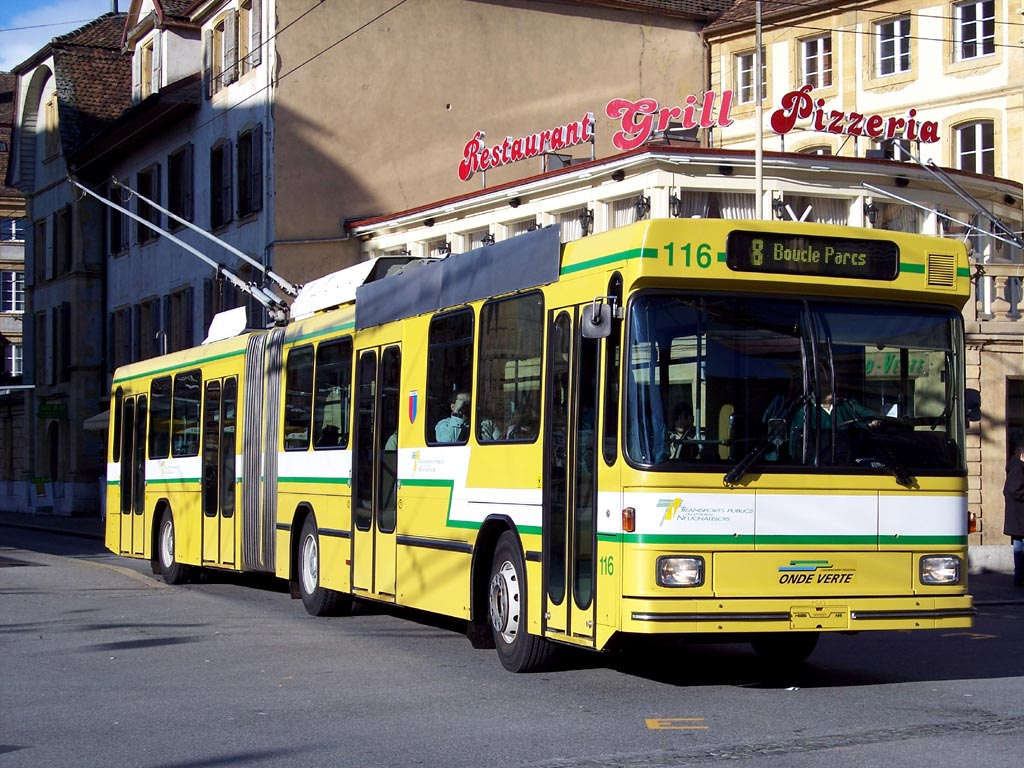
NAW-Trolleybus des Typs BGT 5-25 für Neuchâtel
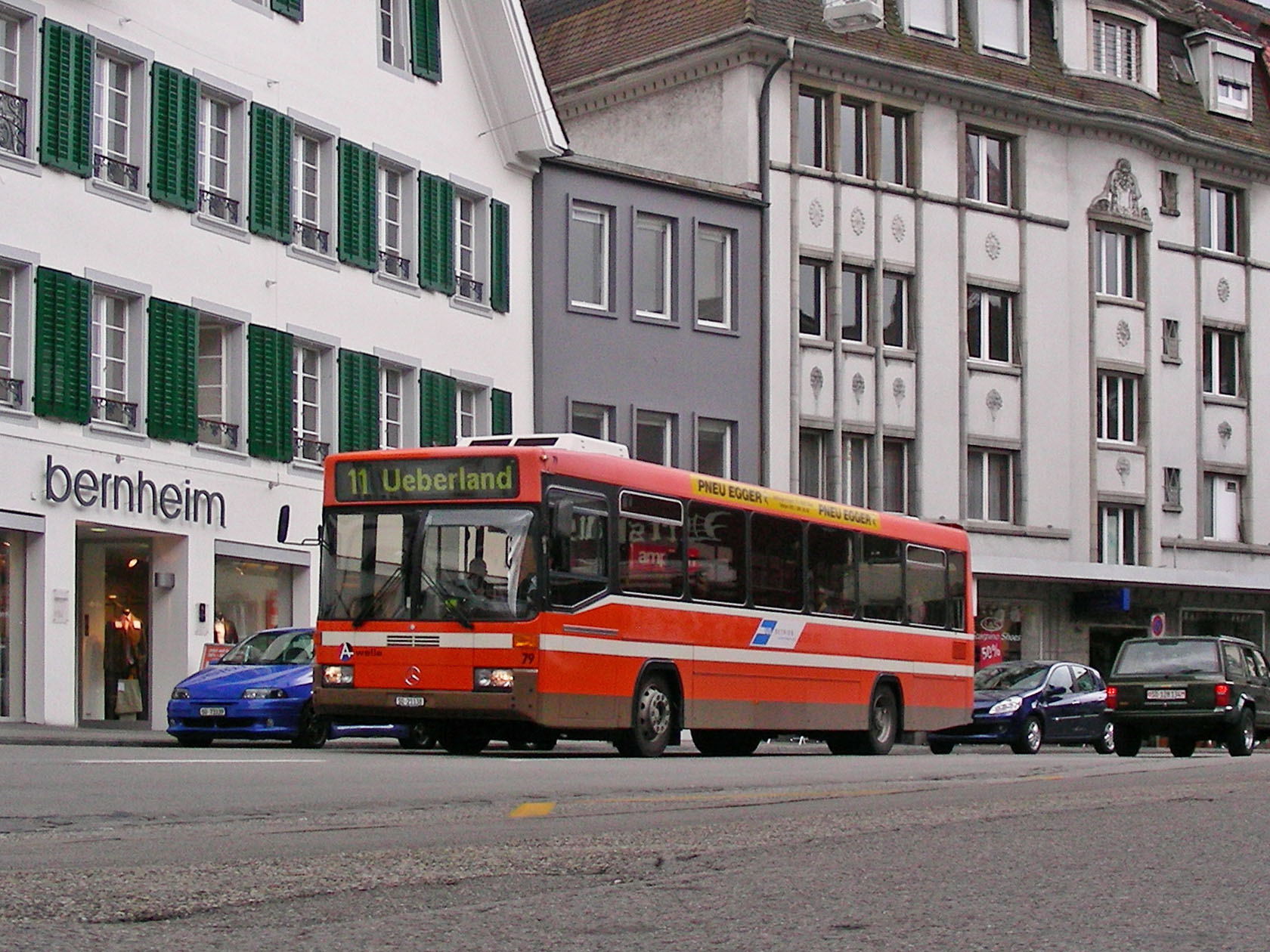
Für Typen wie den Mercedes-Benz O 405 wurde die Karosserie angepasst
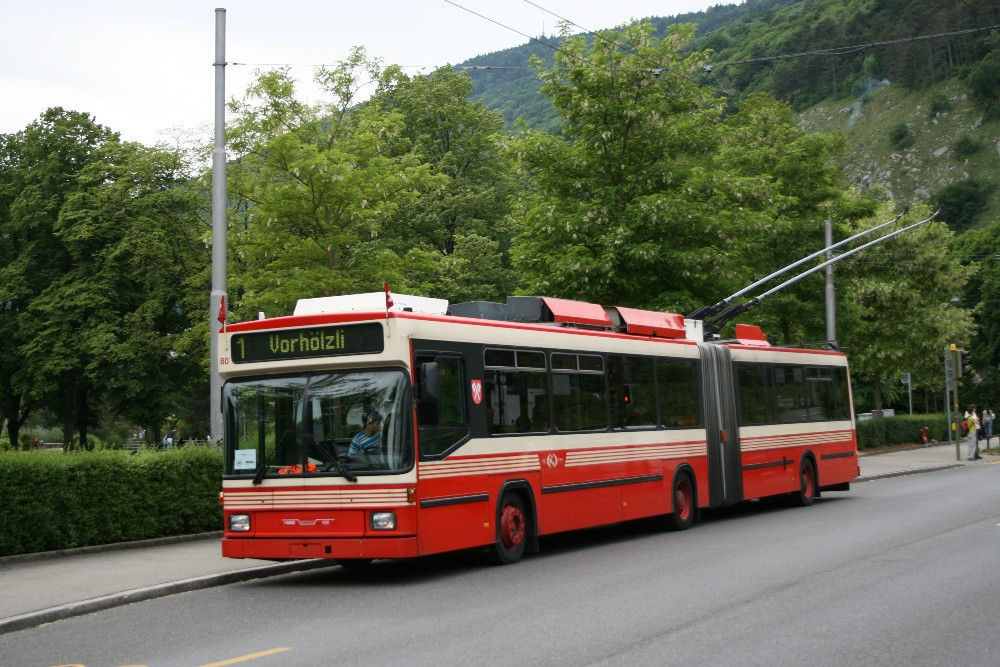
Niederflur-Gelenktrolleybus Swisstrolley auf NAW-Chassis

#### 1995 bis 2006: CO-BOLT 2
In den 1990er Jahren bekam die Niederflurbauweise – wie sie deutsche Hersteller bereits anboten – immer stärkeres Gewicht. Behindertenverbände forderten leicht zugängliche Busse, was später auch im Behindertengleichstellungsgesetz verankert wurde. Für die Busbauer war dieser Niederflurtrend allerdings eine Herausforderung – mechanische Komponenten und Chassisrahmen, die jahrelang ihren Platz und ihre Berechtigung gehabt hatten, mussten nun komplett neukonstruiert werden. Während das Chassis und die Karosserie konstruktionsbedingt stärker verschmolzen, wollten die Kunden nur noch einen Ansprechpartner, und so trat Hess ab dann als Generalunternehmer im Markt auf.
Die Einführung der Niederflurtechnik führte bei Hess zur Konstruktion eines neuen selbsttragenden Wagenkastens, der mehr Kräfte aufnehmen konnte als bisherige Buskarosserien. Die wichtigste Neuerung beim CO-BOLT 2 aus technischer Sicht waren die verklebten Scheiben, wodurch eine grössere Festigkeit des Fahrzeugs erreicht werden konnte, sowie ein grösserer Dachgurt, der ebenfalls der Stabilität diente. Für die Nutzer der Busse interessant waren die niedrigere Fensterkante, die einteiligen Front- und Heckscheiben und die neue Bug- und Heckgestaltung, die in Zusammenarbeit mit Studenten im Transport-Design entstand. Ein Vorteil dieses Designs war, dass die in der Schweiz üblichen Fahrzeugbreiten zwischen 2,3 und 2,5 Meter wie auch Überbreiten dank modularer Bauweise einfach realisiert werden konnten.
Immer wieder benötigen Verkehrsbetriebe Midibusse; da die Stückzahlen allerdings nicht allzu gross sind, werden diese von den Grossserienherstellern eher stiefmütterlich behandelt. Hess erkannte so eine Marktnische und entwickelte einen Midibus-Prototyp, den sogenannten Swiss Midi, dessen Prototyp 1995 vorgestellt wurde. Dieser war speziell auf den Bedarf von Postauto zugeschnitten, auf dem Stahlrahmen von Vetter wurde in CO-BOLT-Bauweise ein Hochboden-Überland-Linienwagen mit Unterflur-Gepäckräumen aufgebaut. Der Dieselmotor und die Vorderachse kamen aus dem Mercedes-Benz-Sortiment, während das Getriebe und die Hinterachse von ZF stammten. Aussergewöhnlich war, dass der Wagen ein hochfluriges CO-BOLT-2-Design hatte. 1997 folgte ein weiterer Prototyp, dieses Mal als Stadtbusversion in Niederflurbauweise. Die Midibusse auf Vetter-Chassis gingen aufgrund schlecht verlaufener Probeeinsätze bei der Post und anderen Verkehrsbetrieben nie in Serie.
Über einige Umwege über Buskits und Lizenzbauten begann Hess mit Scania zusammenzuarbeiten, was man auch auf den Schweizer Markt ausdehnte. 2001 konnte Hess die ersten beiden Busse auf Scania-L94UB-Chassis aus Bellacher Produktion nach Deutschland liefern. 2002 folgten für Schweizer Betriebe weitere Solobusse und Gelenkbusse auf N94UA-Chassis. Für einige Betriebe wurden auf Basis dieser Scania-Chassis auch Low-Entry-Fahrzeuge hergestellt.
1998 erhielt Hess den Auftrag zum Bau von sieben Midi-Trolleybussen auf MAN-Fahrgestellen für die französische Stadt Lyon. Bereits zu Pfingsten 1999 konnte der erste 9,7 Meter lange und 2,4 Meter breite MAN/Hess NMT 222 in Low-Entry-Bauweise in Betrieb gehen, sechs weitere Fahrzeuge folgten im Spätsommer. Die Zusammenarbeit mit MAN wurde daraufhin im Trolleybusbereich fortgesetzt, Hess offerierte Gelenktrolleybusse auf MAN-Chassis für Salzburg und Innsbruck. Dass man keine NAW-Swisstrolley-Chassis offerierte, lag vor allem auch am Pflichtenheft, das alle Eingänge im Niederflurbereich verlangte, was das BGT-N-Chassis aber nicht erfüllte. Da die Situation bei NAW ungewiss war, entschied man sich, für die Ausschreibung aus Fribourg neben einem NAW-Chassis ebenfalls ein MAN-Chassis zu offerieren. Die TPF entschieden sich für das MAN-Fahrgestell und so wurden 2003/2004 neun Hess/MAN/Kiepe-Gelenk-Duobusse des Typs NGT 204 F abgeliefert.
Mitte 2002 wurde von Daimler-Benz bekannt gegeben, dass die Firma NAW geschlossen werden sollte. Dies war für Hess nicht unproblematisch, waren doch die Niederflur-Trolleybus-Chassis die Voraussetzung für den Fortbestand der Karosseriebautätigkeit. Auch musste das bereits seit zehn Jahren produzierte BGT-N-Chassis dringend überarbeitet werden. Die Entwicklung war von den Technikern von Hess und NAW bis 2002 zu circa 60 bis 70 Prozent abgeschlossen und man beabsichtigte, das überarbeitete Chassis für Luzern und La Chaux-de-Fonds zu offerieren. Nach Verhandlungen wurde am 31. Januar 2003 vereinbart, dass Hess die Weiterentwicklung und die Produktionsrechte käuflich von NAW übernehmen sollte. Alle ehemaligen NAW-Ingenieure arbeiteten in einem Ingenieurbüro weiter an dem Chassis und so kam es erfolgreich zur Lancierung des neuen Swisstrolley 3. Als erstes bestellten die Verkehrsbetriebe Luzern acht Fahrzeuge, die 2004 in Betrieb gingen.
Im Dezember 2002 machte man sich daran, einen Genfer Swisstrolley 1 um einen Mittelteil zu verlängern. Der so entstandene Prototyp sollte es erlauben, die Zuverlässigkeit und Verfügbarkeit eines Doppelgelenktrolleybusses im Linieneinsatz zu testen. Im Dezember 2003 wurde das Fahrzeug nach Genf überführt, wo es in den Linieneinsatz ging. Einen ähnlichen Weg ging man 2005 zusammen mit den Verkehrsbetrieben St. Gallen, welche sich entschieden, einen Hochflur-Wagen von 1992 verlängern zu lassen. Im Gegensatz zum Genfer Wagen wurde dieses Fahrzeug um einen gelenkten Niederflurnachläufer ergänzt und ging Anfang 2006 in den Fahrgastbetrieb. Bereits Ende 2005 konnte in Genf die erste von zehn Serien-lighTrams in Betrieb genommen werden.

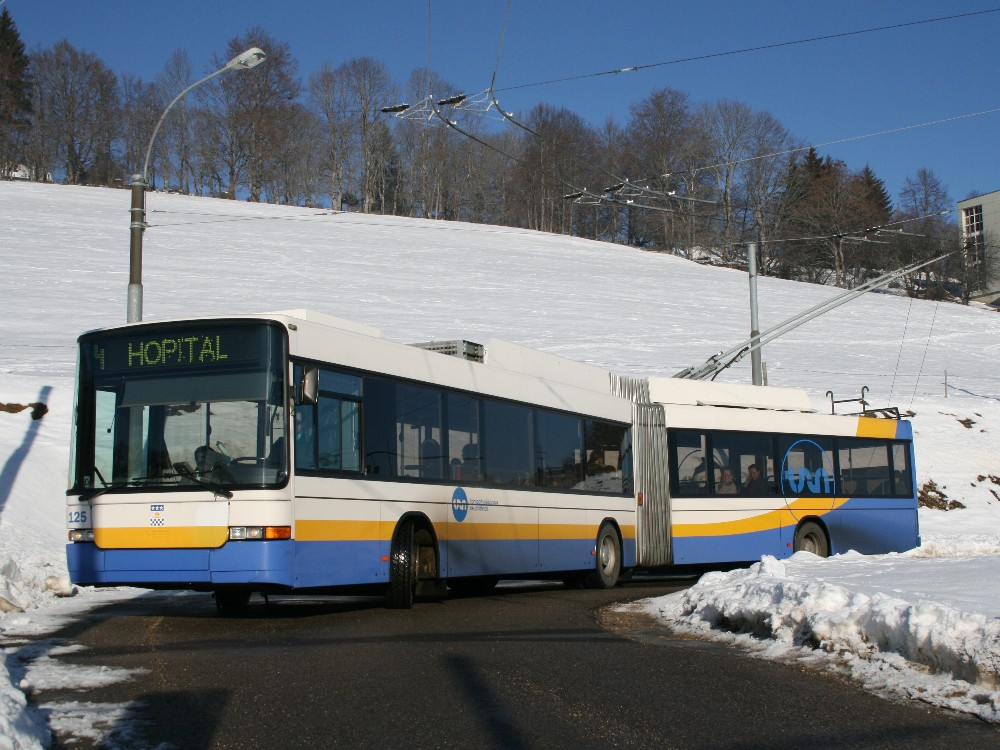
Ein Swisstrolley 2 in La Chaux-de-Fonds
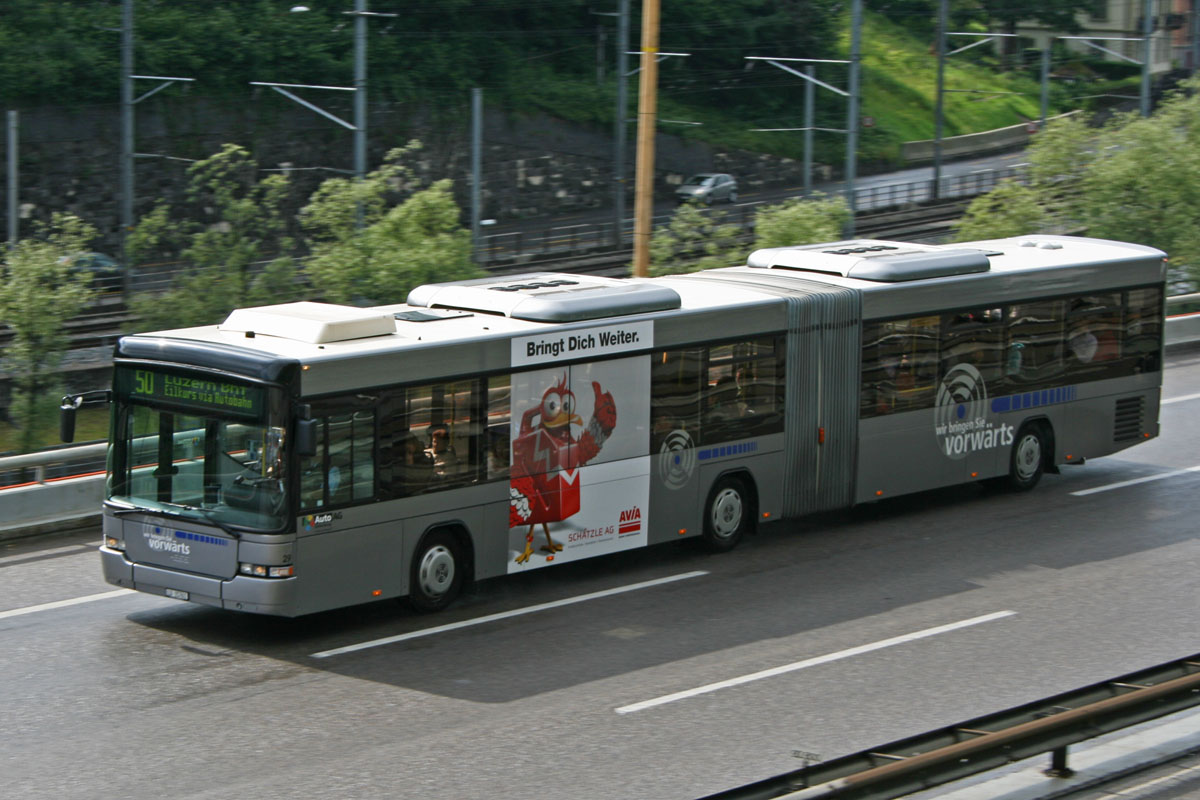
Low-Entry-Gelenkbus auf Scania-N94UA-Chassis für die Auto AG Rothenburg
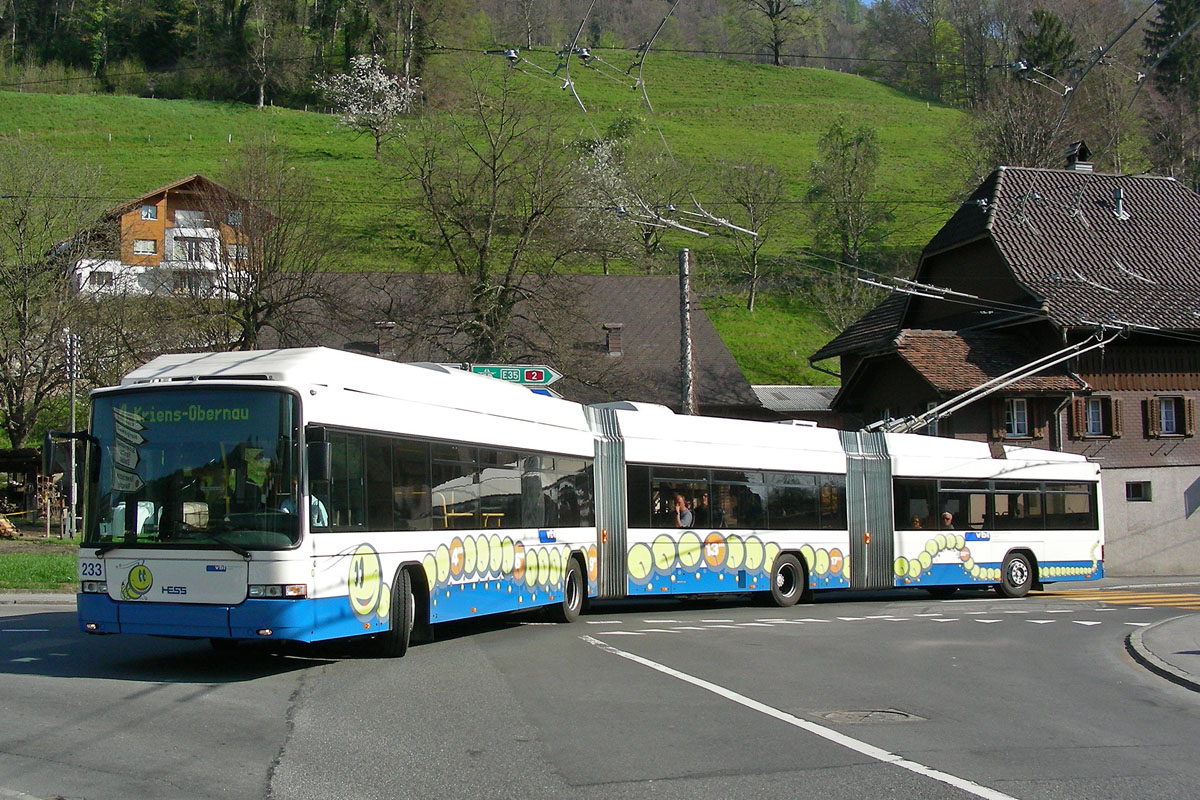
Ein Luzerner lighTram 3

#### 2006 bis 2022: CO-BOLT 3, Berg- und Hybridbusse
Die Ansprüche an das Erscheinungsbild der Busse nahmen im Laufe der Jahre weiter zu und so wurde die konstruktionsbedingte Trennlinie zwischen Mittelgurtprofil und den Seitendeckeln beim CO-BOLT 2 besonders bei Vollwerbungen als störend empfunden. Deshalb entschied man sich bei Hess dazu, für das neue Design von CO-BOLT 3 den Fensterbereich inklusive Mittelgurt zu verglasen; dadurch konnte optisch die Fensterfläche im Vergleich zu der früheren Version merklich vergrössert werden. Für die Front des neuen Designs holte man die Designer Andrew Mc Geachy sowie David Thornley dazu, die beide einen Entwurf einbrachten. Von beiden Vorschlägen wurden einzelne Teile übernommen, so dass beim fertigen Design keine einzelne Designer-Handschrift mehr erkennbar war. Ebenfalls komplett überarbeitet wurde der Innenraum mit neuen Dachverschalungen und ruhigeren Linienführungen. Definitiv ausgedient hatten mit dem CO-BOLT-3-Design im Innenraum auch Sitze aus Hess-eigener Produktion. Bis zu den ersten CO-BOLT-2-Fahrzeugen kamen die Heso-Sitze Typ III mit dicken Schaumstoffeinlagen noch zum Einsatz – da in Niederflurfahrzeugen mehr und mehr Aggregate den Raum unter den Sitzen in Anspruch nahmen, hätten diese überarbeitet werden müssen, worauf verzichtet wurde. Das erste Fahrzeug im CO-BOLT-3-Design, ein Solobus für die Busbetriebe Bamert, wurde im September 2006 auf der Suissetransport in Bern präsentiert.
Im Jahr 2007 wurden auf Basis des CO-BOLT 3 zwei neue Produkte für verschiedene Zwecke vorgestellt. Im Sommer dieses Jahres wurde mit dem Hess lighTram Hybrid der erste Hybrid-Doppelgelenkbus der Welt vorgestellt. Mit dem Fahrzeug, das von der Trolleybusvariante abgeleitet wurde und einen seriellen Hybridantrieb besitzt, wollte man für Städte ohne Fahrleitungsnetz eine umweltfreundliche Möglichkeit schaffen, grosse Menschenmengen zu transportieren. Nicht für grosse Menschenmassen gedacht waren die neu lancierten Bergbusse, die im November 2007 vorgestellt wurden. Ähnlich wie beim Swiss Midi zwölf Jahre zuvor war es das Ziel, einen Midibus für den Einsatz auf gebirgigen Strecken zu realisieren. Die Low-Entry-Fahrzeuge zeichnen sich neben ihrer Breite von 2,38 Metern auch durch kleine Wendekreise sowie Serien-Komponenten aus Scania-Zwölf-Meter-Bussen aus, welche im anspruchsvollen Gelände Vorteile im Vergleich mit normalen Midibussen bringen sollen. Heute werden die Bergbusse, die in fünf Längen sowie auch in der Standard-Breite von 2,55 Metern verfügbar sind, von Hess unter dem Namen SwissAlpin vertrieben.
Bereits 2003 lieferte Hess zwei niederflurige Zugfahrzeuge für Anhänger auf Scania-Chassis an die Zugerland Verkehrsbetriebe, da sich diese aber im Anhängerbetrieb wenig bewährten, kam es nicht zu einer Serienbestellung. Später musste ein Ersatz für die in die Jahre gekommenen Anhängerkompositionen mit Hochflurfahrzeugen gefunden werden. Hess entwickelte dazu einen neuen Bustyp mit CO-BOLT-3-Karosserie auf eigenem Chassis. Nach einer Evaluierungsphase konnte der Vorserienbus am 1. April 2011 den Fahrgastbetrieb in Zug aufnehmen. Der so entstandene neuartige Zugwagen wurde unter dem Namen SwissDiesel ins Programm von Hess aufgenommen. Die Erfahrungen aus dem Probebetrieb führten noch zu einigen Änderungen bei den zehn Serienfahrzeugen, die Anfang 2012 in Betrieb gingen. Seit Januar 2013 ist für Postauto ebenfalls ein solcher Anhängerzug auf der Strecke von Düdingen nach Bösingen als Pilotversuch in Betrieb.
Da das 2021 überarbeitete KUB-Fahrgestell von Scania keine Einkürzung der Achsen mehr erlaubte, entschied sich Hess die Produktion der 2,40 m breiten Bergbusse unter dem Namen SwissAlpin einzustellen. Zusammen mit der inzwischen in allen Abmessungen als Batteriebus verfügbaren LighTram-Reihe bedeutete dies, dass Hess ab 2022 nur noch elektrisch betriebene Busse im Sortiment hat. Der letzte von Hess gebaute Dieselbus war ein SwissAlpin, der im März 2022 an Bus Ostschweiz geliefert wurde.

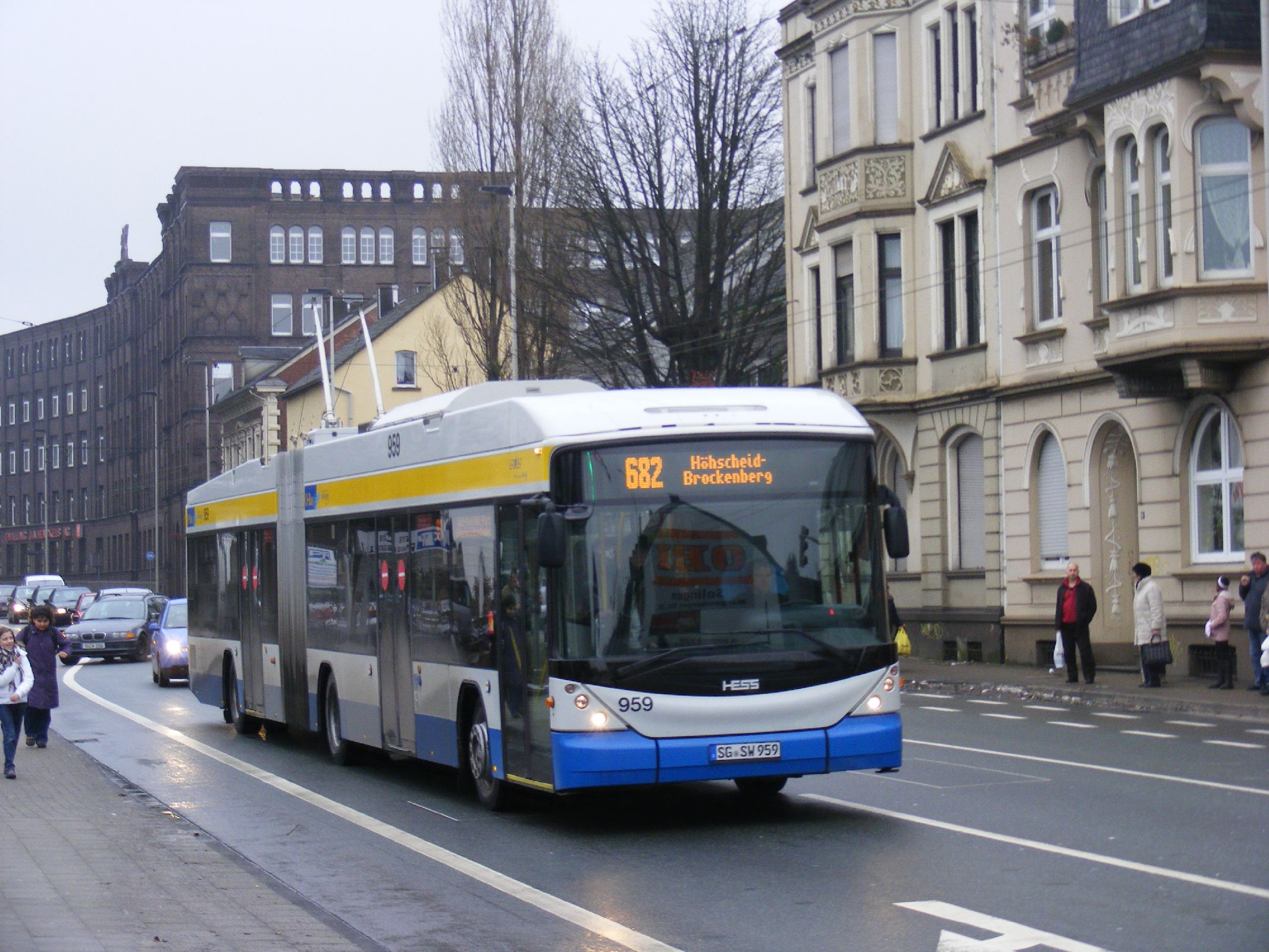
Ein Swisstrolley 3 in Solingen
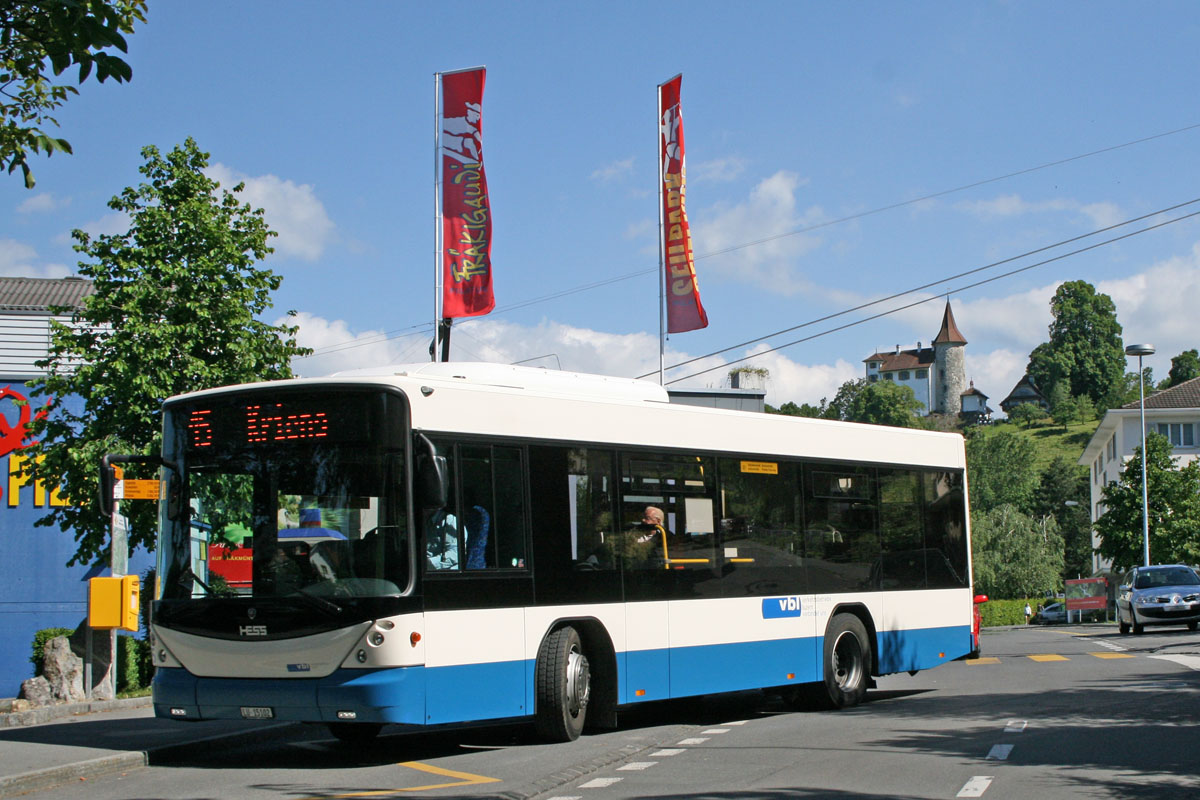
Midibus auf Scania-N280UB-Chassis in Kriens
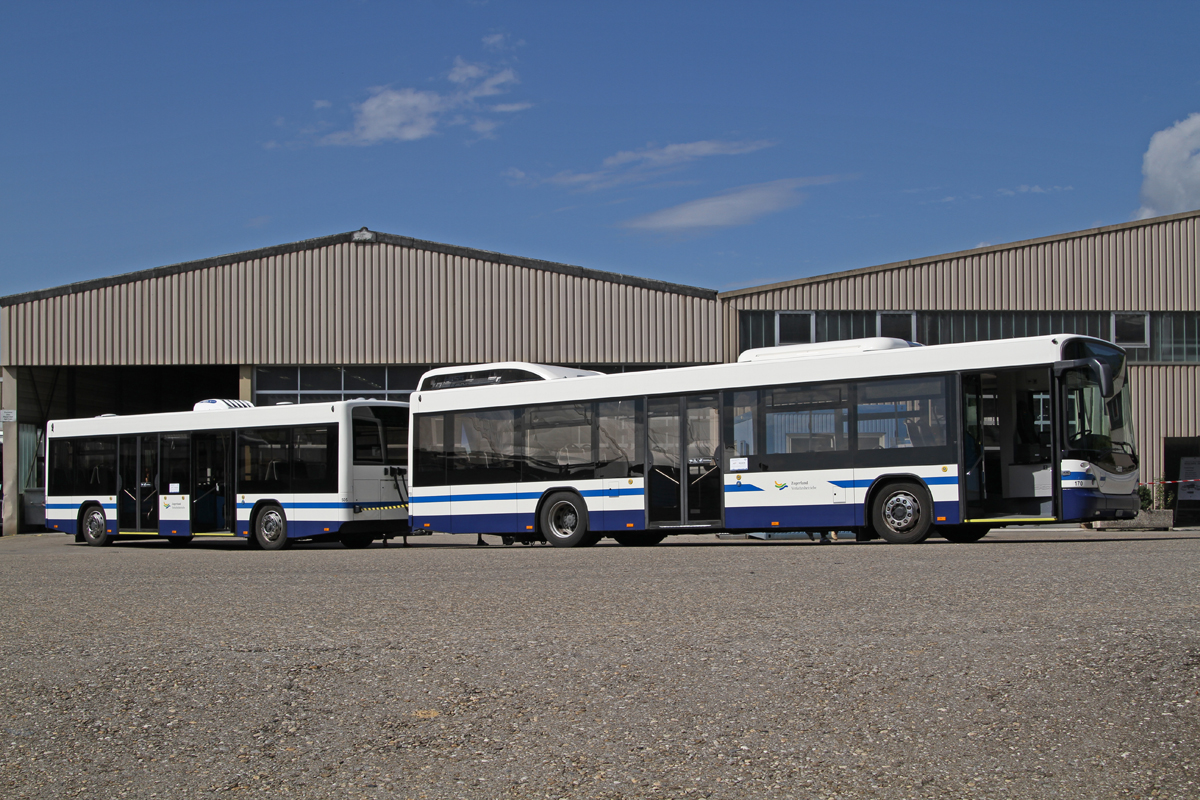
Ein BusZug31 für die ZVB mit Zugfahrzeug auf Hess-Chassis
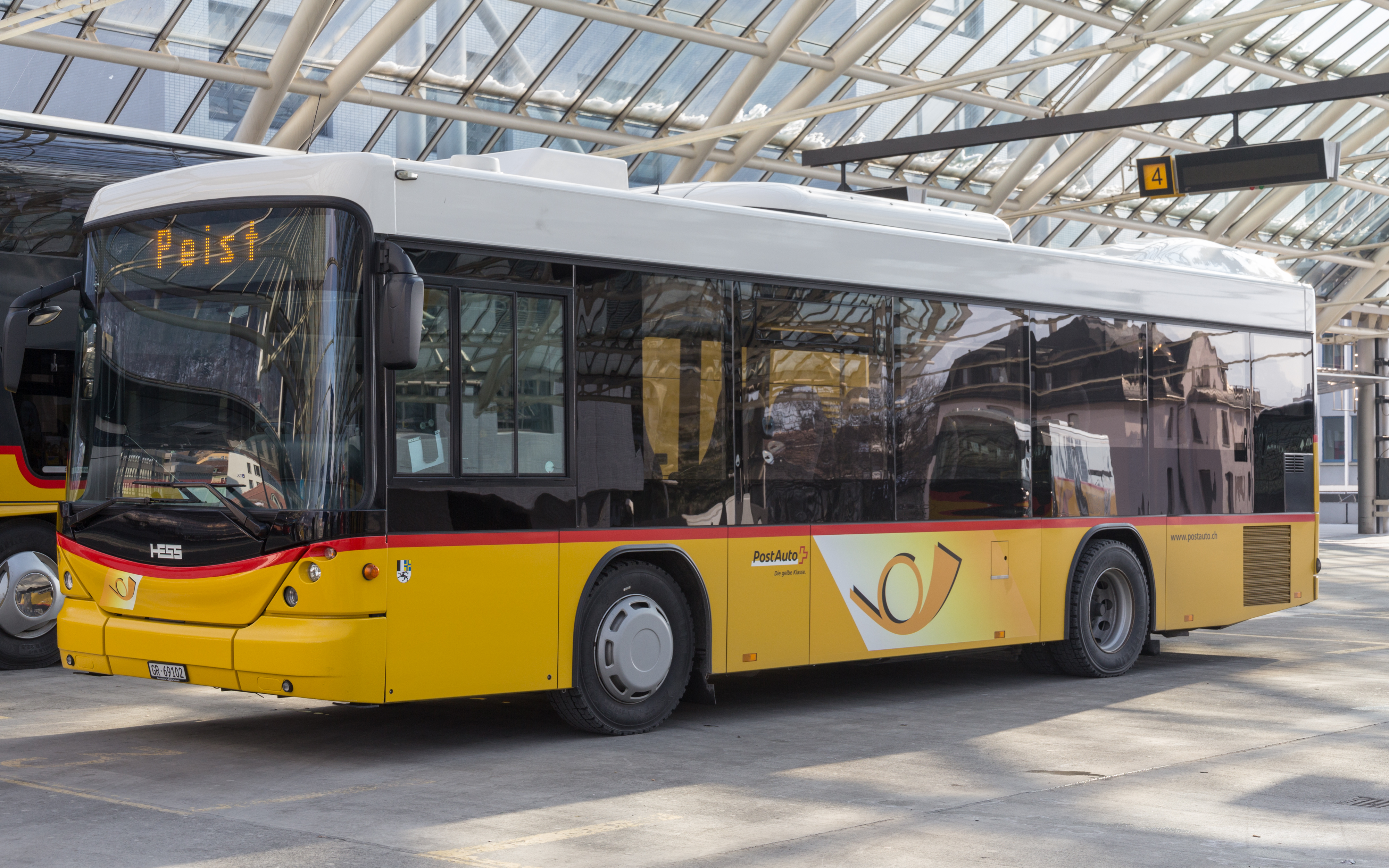
Ein 10,1 m langer SwissAlpin auf Scania-K320UB-Chassis in Chur

### Personenanhänger

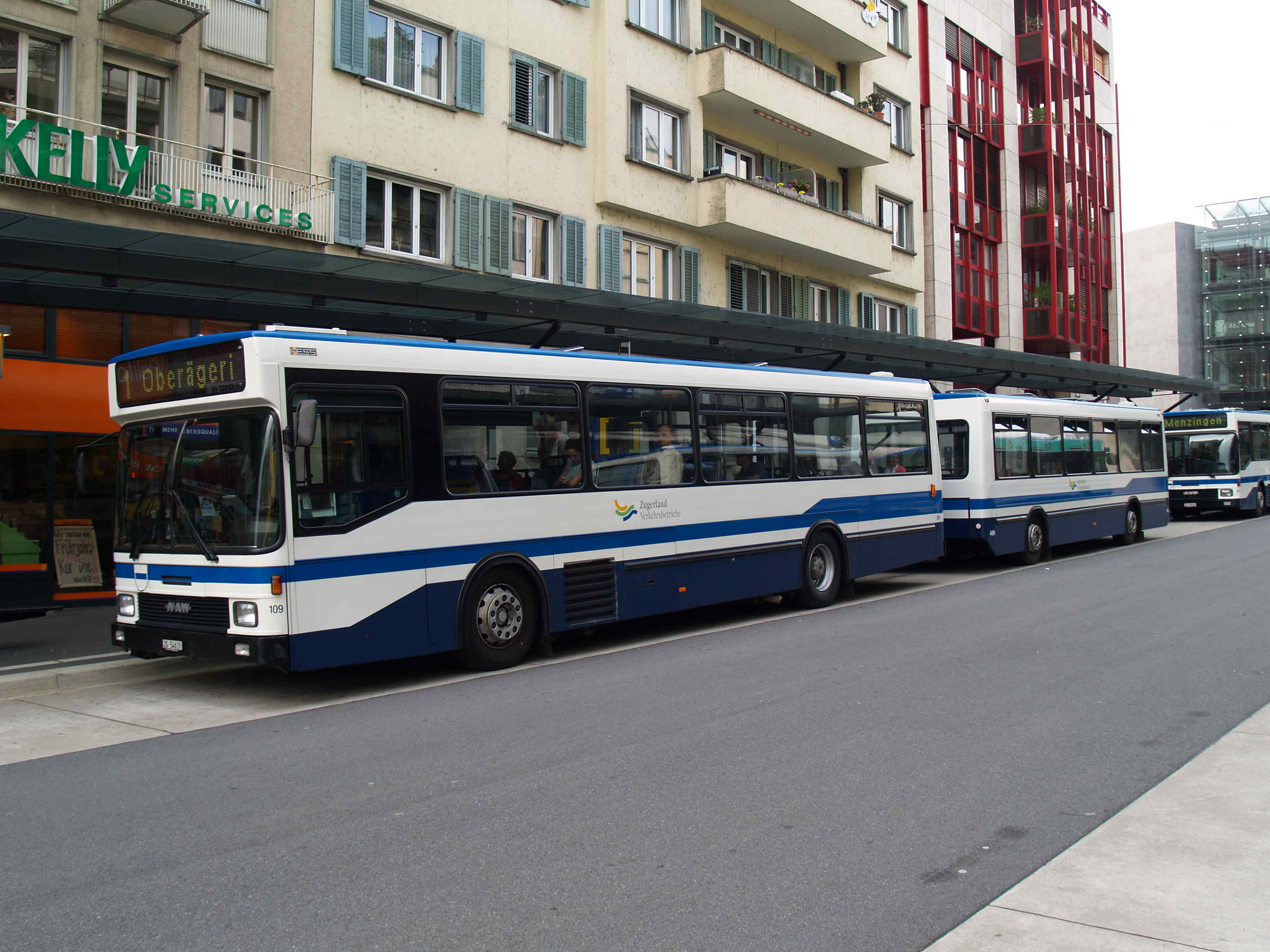
Einer der Hess/Lanz+Marti-Anhänger der ZVB hinter einem ebenfalls von Hess karosserierten NAW BU5-25

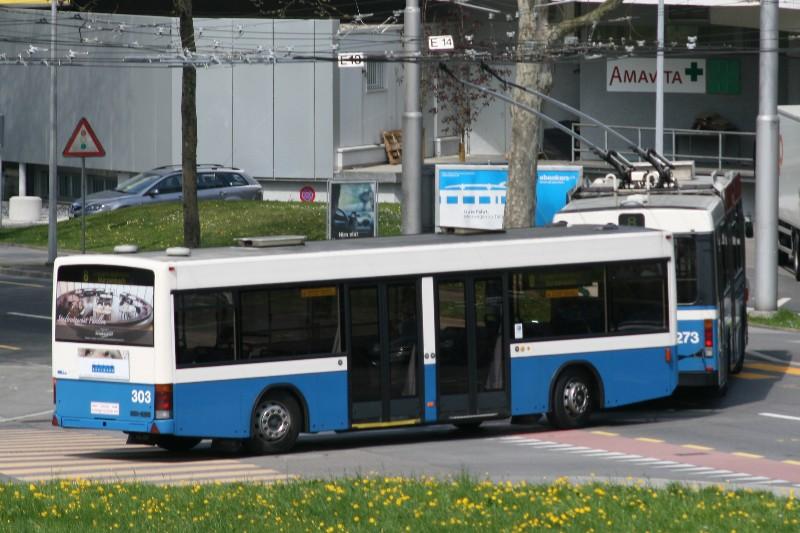
Hess/Lanz+Marti-Anhänger des Typs APM5.6-13 in Luzern

1943 stellte die Carrosserie Hess ihren ersten Personenanhänger auf Basis eines Saurer-Chassis her. Der an die Schweizer Reisepost gelieferte Anhänger verfügte über eine mechanische Vierradlenkung und die Deichsel konnte beidseitig eingesetzt werden, so dass es sich bei diesem Anhänger um ein Zweirichtungsfahrzeug handelte. Drei Jahre darauf im Jahr 1946 baute Hess die ersten beiden Anhänger in selbsttragender Bauweise. Diese Fahrzeuge, welche ebenfalls Vierradlenkung hatten, wiesen kein Chassis auf, sondern die Räder wurden mit Doppelschwingen an dem kastenförmigen Aufbau aufgehängt. Die beiden Anhänger wurden an die Verkehrsbetriebe Luzern geliefert, wo sie bis 1972 im Einsatz standen. Nach dem Zweiten Weltkrieg dominierte die Firma E. Moser den Markt für Personenanhänger. Deshalb dauerte es elf Jahre, bis Hess 1957 wieder einen Anhänger ausliefern konnte. Da die Transport en commun de Neuchâtel mit dem Fahrzeug zufrieden waren, konnte 1958 ein baugleiches Fahrzeug für die dortigen Trolleybusse nachgeliefert werden. In den Jahren 1958/1959 konnte Hess zudem das erste Mal Moser-Anhänger karosserieren. Nach diesen fünf Wagen für die Genfer Verkehrsbetriebe folgten 1960 zwei weitere für die Auto AG Rothenburg und den Stadtomnibus Olten. Obwohl in den 1960er Jahren Gelenkbusse aufkamen, konnte zwischen 1968 und 1970 zwölf Personenanhänger auf Moser-Chassis an die Verkehrsbetriebe der Stadt St. Gallen geliefert werden.
In den folgenden Jahren gaben die meisten Betriebe den Anhängerbetrieb zugunsten von Gelenkbussen auf, Neufahrzeuge wurden nicht mehr beschafft. Diesen Trend beendeten die Transports publics de la région lausannoise (TL) Mitte der 1980er-Jahre, als man sich entschied, als Teil der Wagenparkerneuerung und -Erweiterung Trolleybusanhänger zu beschaffen. Die älteren Anhängerkonstruktionen entsprachen aber nicht mehr den Komfortansprüchen und verursachten bei schlechter Witterung Probleme, deshalb musste eine neue Konstruktion entwickelt werden. In der Folge entwickelte Hess zusammen mit den Firmen Lanz+Marti aus Sursee sowie Sterki aus Wolfhausen ab 1987 einen Niederfluranhänger. Dieser Prototyp wies eine Wagenbodenhöhe von 360 Millimetern sowie Luftfederung, Einzelradaufhängung und Antiblockiersystem auf. Während die Lenkung der Vorderachse mechanisch erfolgte, wurde die Auslenkung der Hinterräder hydraulisch gesteuert. Nach umfangreichen Versuchsfahrten konnten bis 1990 weitere 20 Serienwagen an die TL geliefert werden. Zehn ähnliche Anhänger wurden zwischen 1993 und 1996 auch an die Zugerland Verkehrsbetriebe (ZVB) geliefert, im Gegensatz zu den Anhängern der TL hatten die Zuger Fahrzeuge aber eine rein mechanische Lenkung auf beide Achsen und eine Bodenhöhe von 522 Millimetern („Halbniederflur“), die eine bessere Bestuhlung erlaubte.
Auf der Luzerner Trolleybuslinie 1 gab es in den 1990er Jahren trotz Gelenkwagen und dichtem Takt ein Kapazitätsproblem. Aus diesem Grund suchte man bei den Verkehrsbetrieben Luzern (VBL) eine rasche Lösung zur Kapazitätserweiterung. Dabei stellte sich heraus, dass der Anhängerbetrieb die beste Variante war. Deshalb wurden 1998 die ersten sieben Anhänger vom Typ Hess/Lanz+Marti APM5.6-13 an die VBL geliefert. Die Anhänger in Niederflurbauweise mit CO-BOLT-2-Karosserie wiesen umfangreiche Massnahmen zur Fahrgastsicherheit und -Information auf. Bis 2005 wurden neun weitere Anhänger nach Luzern geliefert. Neben den 16 Wagen für Luzern wurden 2006 auch an die TL zehn Anhänger dieses Typs geliefert. 2003 konnte Hess einen Anhängerzug, den Hess unter dem Produktnamen BusZug31 führt, mit einem solchen Anhänger hinter einem Dieselbus nach Deutschland verkaufen. Dieser Anhängerzug, der an die Firma Behrendt in Lehnin geliefert wurde, erlangte grosses Aufsehen, schliesslich gab es in der BRD ab 1960 ein Verbot für Personenanhänger. Ein weiterer BusZug31 wurde 2004 nach Wolfsburg geliefert, ebenfalls sechs solche Anhänger setzt Postbus in Österreich seit 2005 ein. Auch die Firma Weber Voyage aus Canach setzt einen Anhänger dieses Typs ein.
2002 hatten die Zugerland Verkehrsbetriebe auf einer Quartierbuslinie mit engen Strassen das Problem, dass zu Spitzenzeiten die Kapazitäten nicht ausreichten. Da auf der Linie auf Grund der Platzverhältnisse nur Kleinbusse eingesetzt werden konnten, entschied man sich für die Anschaffung eines kleinen Personenanhängers. Die Carrosserie Hess konstruierte einen solchen in Zusammenarbeit mit der Fahrzeugbaufirma Zbinden aus Posieux. Entsprechend dem Gesamtzuggewicht wurde diesem Anhängerzug der Produktname BusZug 7 gegeben. Ähnliche Anhängerzüge wurden ab 2003 auch an andere Betriebe, beispielsweise an die Pinneberger Verkehrsgesellschaft, die Firma Meier aus Regensdorf und Hüttebräuker in Leichlingen geliefert.
Passend zu den neuen Anhängerzügen für die Zugerland Verkehrsbetriebe wurden auch die Anhänger 2011 auf den neusten Stand in Sachen Design gebracht. Die so entstandenen Anhänger mit CO-BOLT-3-Karosserie basieren weiterhin auf einem Lanz+Marti-Chassis.

### Nutzfahrzeuge
Unter dem Begriff Nutzfahrzeuge werden bei Hess Fahrzeuge für den normalen Gütertransport, aber auch Spezialfahrzeuge jeglicher Art für den Personen- und Gütertransport geführt. Am Anfang der Firmengeschichte gehörten noch Ochsenkarren, Pferdefuhrwerke und handgezogene Wagen zum Produktionsumfang. Über die Jahre wurden die Nutzfahrzeuge immer individueller, so wurden nach und nach sogar einfache Ladebrücken dem Transportgut angepasst. Bis ungefähr 1956 konnte Hess noch alle möglichen Arten von Lastwagenaufbauten konstruieren, vor allem Ladebrücken für 3,5-Tonnen-Transporter waren ein wichtiges Standbein der Firma, ebenfalls erfolgreich waren mittelschwere Lastwagen mit Rollstoren-Verdecksystem. Als erster Hersteller in der Schweiz bot Hess zudem ab 1962 Kunststoffaufbauten für Kühltransporte an, rund zehn Jahre später wurde dieser Sektor aber spezialisierten Firmen überlassen.
In der Folge wurde der Schwerpunkt bei den Nutzfahrzeugen vermehrt auf Voll-Aluminium-Lastwagenbrücken gesetzt, die nach einem Baukasten-System produziert wurden. Heute werden einige Hundert solcher Brückenbausätze pro Jahr verkauft und von der Hess-Tochter FBT produziert. Diese Brückenaufbauten sind hauptsächlich in der Schweiz anzutreffen, wo sie relativ verbreitet sind.

### Sonderkonstruktionen
Im Laufe der Zeit wurden bei Hess in Bellach vornehmlich aus Aluminium diverse Sonderkonstruktionen realisiert. Darunter war beispielsweise ein schwimmfähiges Pistenfahrzeug mit Schneeschleuder der Firma Rolba, das nach Alaska geliefert wurde. Von den Aluschnellbooten für Innen- und Aussenbordmotoren wurden rund 60 Exemplare gefertigt, dazu wurden auch rund 2000 Paar Aluminium-Wasserski hergestellt. Bootsschalen jeder Art sind heute noch im Programm von Hess.
Für Ambulanzen und Feuerwehrfahrzeuge wurden eine Zeit lang Auf- und Ausbauten angeboten, dieses Sondergebiet gab man später aber in Anbetracht des grossen Abklärungsaufwands auf. Für den VW Transporter wurden ab 1959 zahlreiche Kabinen zu Doppelkabinen umgebaut, bevor diese Art Kabine ab Werk im Angebot war. Ebenfalls waren Doppelkabinen für Lkw von Bedford im Portfolio von Hess. Einen kleinen Sattelzugomnibus stellte Hess für den Lido-Bus Weggis her. Ebenfalls ein Sattelzug wurde 2006 in Zusammenarbeit mit der Fachhochschule Biel gebaut. Dieses Fahrzeug, bei dem die Studenten mitwirkten, kann als Ausstellungs- und Labormesswagen genutzt werden.
Vereinzelt wurden von Hess auch Schienenfahrzeuge hergestellt. Im Jahr 1947 wurden von Hess vier Schweizer Standardwagen für die Strassenbahn Luzern mit Aufbauten ausgestattet. 1999 wurde ein Salonwagen für die Chemins de fer du Jura auf ein Fahrgestell von 1947 aufgebaut. Auch Rangierlok-Aufbauten für die Firma Kronenberg aus Ebikon sowie später Stadler in Bussang gehörten dazu. Heute kann Hess die Stadler Rail wiederum mit Rangierlok-Aufbauten im Rohbau beliefern.
Ebenfalls zu den Sonderkonstruktionen gehörte 1967 eine Senderkabine für die Schweizer Post aus Aluminium für den Einsatz an Antennen in engen Tälern. Die vorgefertigten Teile konnten per Strassen- oder Helikoptertransport zum Montageort überführt werden.

### Grossaufträge

#### Schweizer Armee

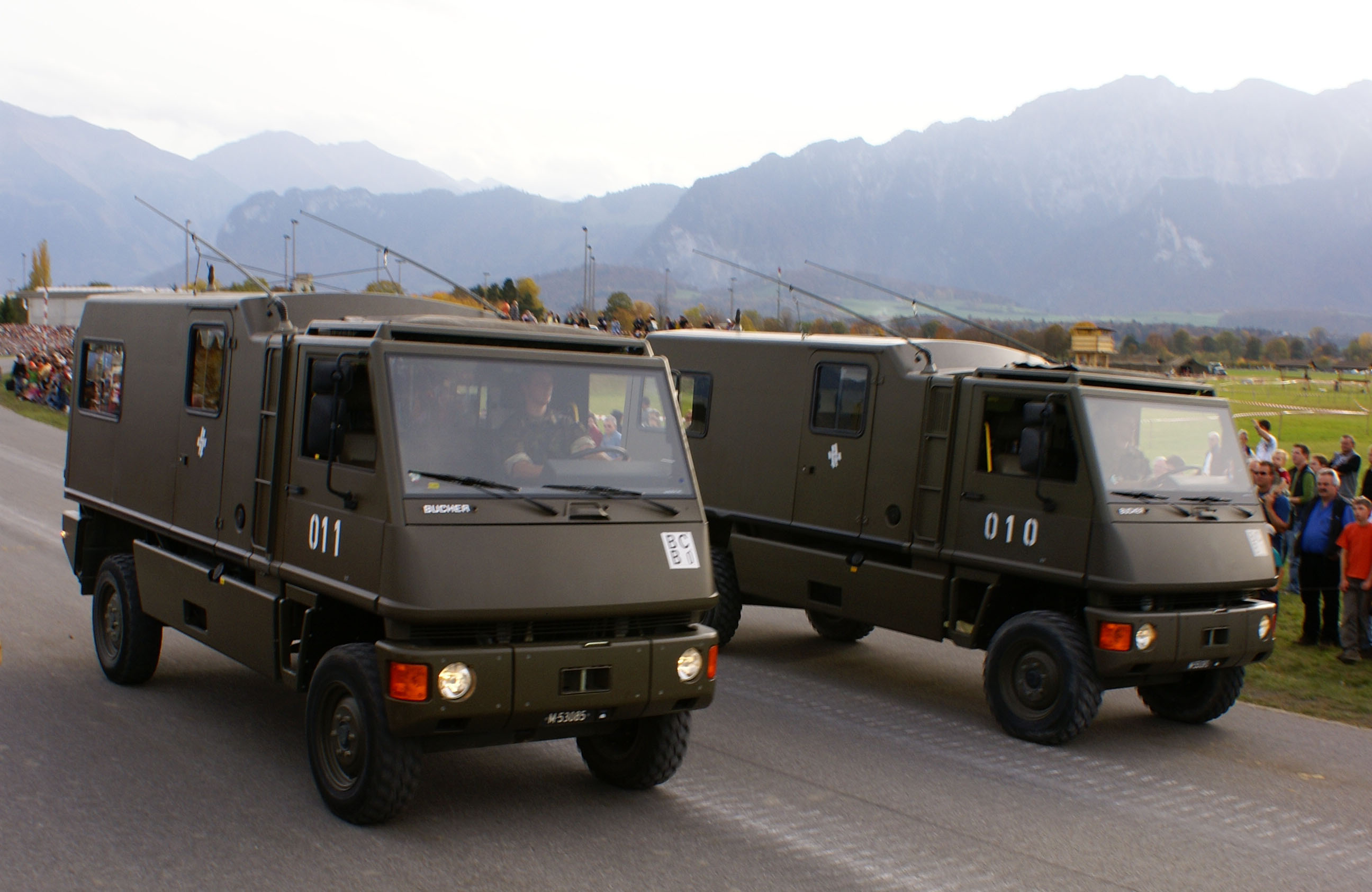
Zwei Duros mit Kommando-Aufbau

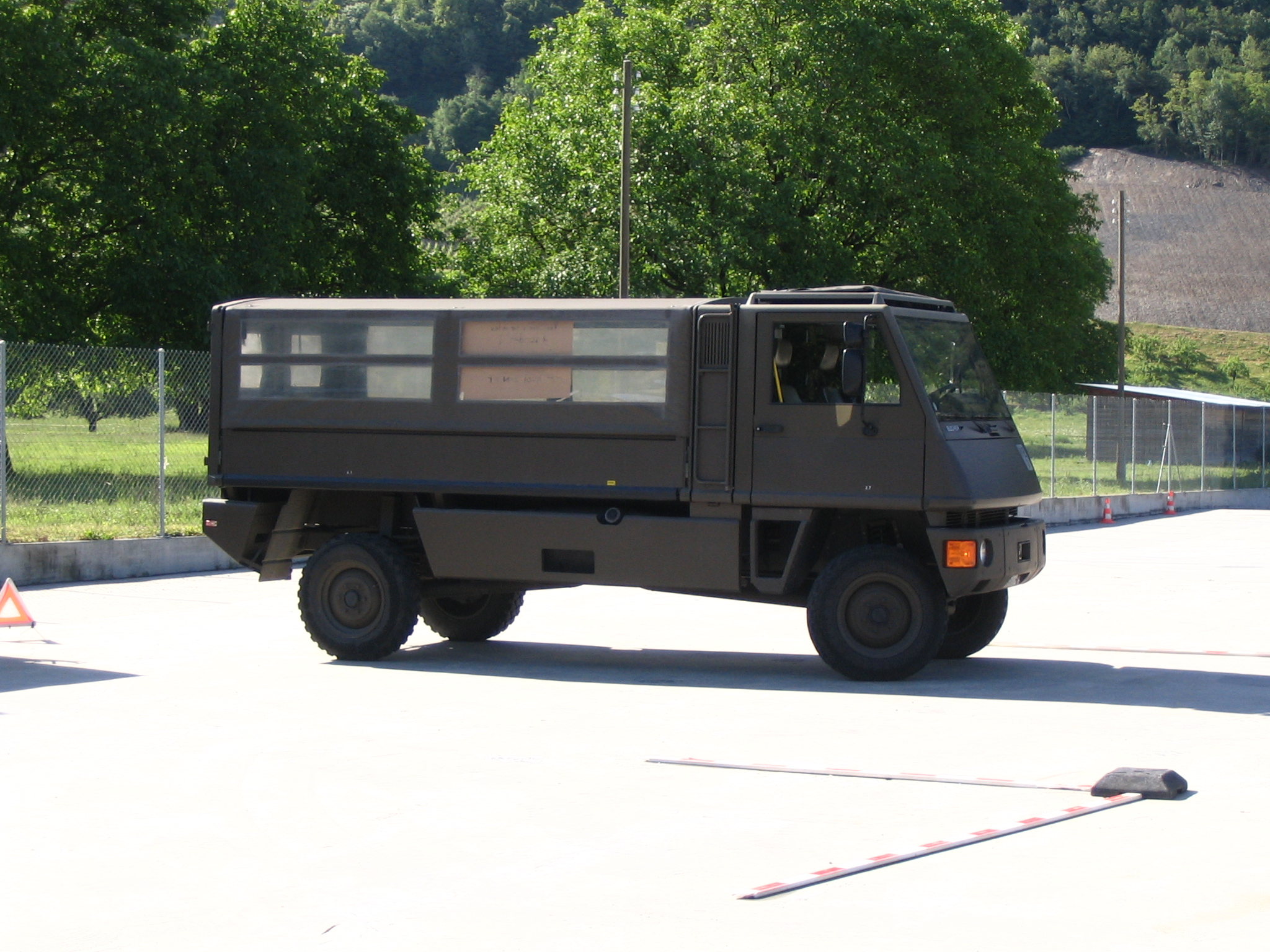
Duro mit Mannschaftsaufbau

Für die Schweizer Armee konnte Hess schon früh Fahrzeugaufbauten liefern, so wurden bereits in den 1930er Jahren Lastwagen sowie Funkwagen karosseriert. Die Zusammenarbeit hielt an und so wurden im Laufe der Jahre immer wieder Lastwagen vornehmlich von Schweizer Herstellern mit Brücken ausgestattet. Auch Werkstatt-Aufbauten wie beispielsweise für die Steyr 680M wurden von Hess für die Armee hergestellt.
Mitte der 1970er Jahre wurde von der Armee die Projektierung eines geländegängigen und leichten Fahrzeugs bis 2,2 Tonnen Nutzlast international ausgeschrieben. In der Folge bewarben sich Saurer, Mowag und Bucher-Guyer für die Produktion von Prototypen. Allerdings schied Saurer schon in der Vorphase aus. Von Mowag erhielt Hess die Anfrage zur Konstruktion und Lieferung von Brückenaufbauten in Aluminium, drei Tage später folgte Bucher mit einer gleichen Anfrage. Da man eine Lieferung an beide Firmen nicht für konstruktiv und ehrlich hielt, wurde Bucher abgesagt, da man bereits mit Mowag zusammenarbeitete. Anschliessend wurde für den Mowag-Prototyp eine Brückenwanne konstruiert, dabei brachte Hess sein Wissen in Sachen Grossprofilbauweise mit CO-BOLT-Verbindungstechnik ein. Bei einer ersten Gegenüberstellung inklusive ausführlichen Testfahrten schied dann das Mowag-Fahrzeug mit dem Hess-Aufbau aus. Doch im Gegensatz zum Fahrgestell von Mowag hatte der Brückenaufbau die Experten überzeugt und so kam es doch noch zu einer Zusammenarbeit mit Bucher. Mit den Erkenntnissen aus den Testfahrten wurden die Komponenten optimiert und verbessert. Im Jahr 1992 wurde durch die NAW in Arbon der deutsche Unimog U 140 L bei den Rüstungsexperten vorgeführt und es konnte erreicht werden, dass dieser auch evaluiert werden musste. Am 1. September wurde dann von der sicherheitspolitischen Kommission unter Leitung von Bundesrat Kaspar Villiger der Typenentscheid zu Gunsten des Bucher Duro gefällt. Die Bestellung von 1993 umfasste 1800 Mannschaftsfahrzeuge und 200 Kommandofahrzeuge sowie eine Option auf 1000 weitere Fahrzeuge. Die ersten zehn Fahrzeuge wurden im September 1994 termingerecht abgeliefert. 1998 folgte dann die Anschlussbestellung über 550 Mannschaftswagen und 350 Kommandowagen. Auch bei den 150 Fahrzeugen für die venezolanische Armee war Hess beteiligt. Die Sparte Militärfahrzeuge der Bucher-Gruppe ging im Januar an die Mowag über und damit endete für Hess auch das Kapitel Duro.
In neuer Zeit wurden für den Mercedes-Benz Sprinter neben Aufbauten für den Personen- und Gütertransport ebenfalls Spezialaufbauten für den Sanitätsdienst für die Armee realisiert. Auch normale Lastwagenbrücken werden für die Armee noch immer hergestellt.

#### Post und SBB
Neben zahlreichen Aufträgen über Postautos bestellte die damalige PTT auch immer wieder andere Fahrzeuge in grösseren Serien bei Hess. So wurden Mitte der 1980er Jahre beispielsweise 600 VW Caddy mit einem Aufbau in GFK-Bauweise gebaut.
Für die Schweizerischen Bundesbahnen (SBB) wurden für Montagetrupps Doppelkabinen auf verschiedenen Fahrgestellen gebaut. Auf Basis des Iveco Eurocargo wurden ab Mitte der Nullerjahre Fahrzeuge für die Betriebswehr mit Hess-Aufbau beschafft.

## Aktuelle Produkte
Das wichtigste Segment für die Carrosserie Hess sind Autobusse und Trolleybusse sowie dazu passende Personenanhänger. Auch angeboten werden Um- und Ausbauten für Kleinbusse für den Linieneinsatz, als Schulbus und als Fahrzeug zum Behindertentransport. Für den Gütertransport werden auf Basis des CO-BOLT-Baukastensystems sowohl Aufbauten für Lkw wie auch für Anhänger angeboten. An verschiedenen Standorten bietet Hess ausserdem einen Reparaturservice für Fahrzeuge aller Art an.

### Busse und Trolleybusse
Die Carrosserie Hess baut seit 2022 nur noch elektrisch betriebene Linienbusse und vertreibt auch zugehörigen Ladesysteme. Die Fahrzeuge sind sowohl als Batterie- als auch als Trolleybusse verfügbar und werden unter dem Markennamen lighTram vertrieben:
- lighTram 10: 10,7 m langer Midibus
- lighTram 12: 12,0 m langer Normalbus
- lighTram 18: 18,0 m langer Gelenkbus
- lighTram 19: 18,7 m langer Gelenkbus
- lighTram 25: 24,7 m langer Doppelgelenkbus

Die Midibus-, Normalbus- und Gelenkbus-Variante ist als Depotlader-Batteriebus unter dem Namen Plug verfügbar und bis auf den Midibus werden alle Versionen auch als Oberleitungsbus angeboten. Zusätzlich zur Möglichkeit, die Fahrzeug über einen Stecker im Betriebshof oder über Fahrleitung zu laden, können die Busse mit Systemen zum Schnellladen an Haltestellen ausgestattet werden. Dabei wird zwischen dem System TOSA mit regelmässigem Nachladen an Zwischenhaltestellen und dem Opportunity charging (OPP) mit punktuellen Ladungen an Endhaltestellen unterschieden.

### Busanhänger
- BusZug: Niederflur-Personenanhänger für zwölf Meter lange Auto- oder Trolleybusse[23]

## Lizenzbau
Bereits ab 1927 wurden Zubehörteile für Busse unter dem Namen Heso angeboten. Zum Angebot gehörten unter anderem Fensterheber, Linienwähler und Fahrersitze, einzelne dieser Teile waren zeitweise sogar vorgeschriebene Normkomponenten für Gesellschaftswagen in der Schweiz. Bereits damals wurde nicht nur versucht, die Zubehörteile im Ausland zu verkaufen, sondern man suchte auch nach Partnerfirmen, die die Teile in Bussen verbauten. Nach dem Zweiten Weltkrieg tauschte sich Hess vor allem mit skandinavischen Partnern aus, da in diesen Ländern die Fahrzeugsteuer nach Gewicht erhoben wurde und so Interesse an leichten Aluminium-Karosserien bestand. 1957 konnte Hess zum ersten Mal einen Bus im Ausland aufbauen. Aus diesem Prototyp in Portugal entstand eine Zusammenarbeit mit der portugiesischen Firma, bevor diese die Produktion von Bussen einstellte. So begann man bei Hess für den portugiesischen Markt mit Salvador-Caetano zusammenzuarbeiten, die heute noch ein wichtiger Partner von Hess ist. Basierend auf diesen Erfahrungen in Portugal entwickelte sich die Lizenz-Philosophie von Hess: Die Aluminium-Profile sollen den Bau von Bussen überall auf der Welt mit einem Minimum an Infrastruktur ermöglichen.
1978 wurden die ersten Bus-Bausätze an die australische Firma Grenda Bus aus Melbourne sowie die neuseeländische Firma NZ Motorbodies geliefert. Die Australier gründeten zur Produktion von Bussen die Tochterfirma Volgren und drei Hess-Mitarbeiter begaben sich nach Australien, um beim Bau der ersten Fahrzeuge mitzuhelfen. Damals wurde die Aluminium-Konstruktion noch geschweisst, was für den Aufbau relativ kompliziert war. Gerade auch für den Lizenzbau wurde deshalb auch die Entwicklung des geschraubten CO-BOLT-Systems vorangetrieben. 1984 wurde dann der erste Gelenkbus in CO-BOLT-Konstruktion als Demofahrzeug an Volvo übergeben, die damit Vorführfahrten in den USA machten. Das CO-BOLT-Konzept überzeugte später weitere Hersteller, seit 1998 produziert der US-Hersteller GILLIG unter Hess-Lizenz. Ebenfalls seit 1998 stellt die Firma Baltcoach im estnischen Tartu-Busse mit CO-BOLT-Aufbau her. 2004 folgte der rumänische Hersteller Grivita, 2005 der israelische Hersteller Haargaz beziehungsweise Max Truck&Bus.
Für den irischen Hersteller Wrightbus, der selber Aluminiumkarosserien herstellt, konnte Hess ab 2008 Chassis für die Hybrid-Variante des Wright StreetCar für den amerikanischen Markt liefern.

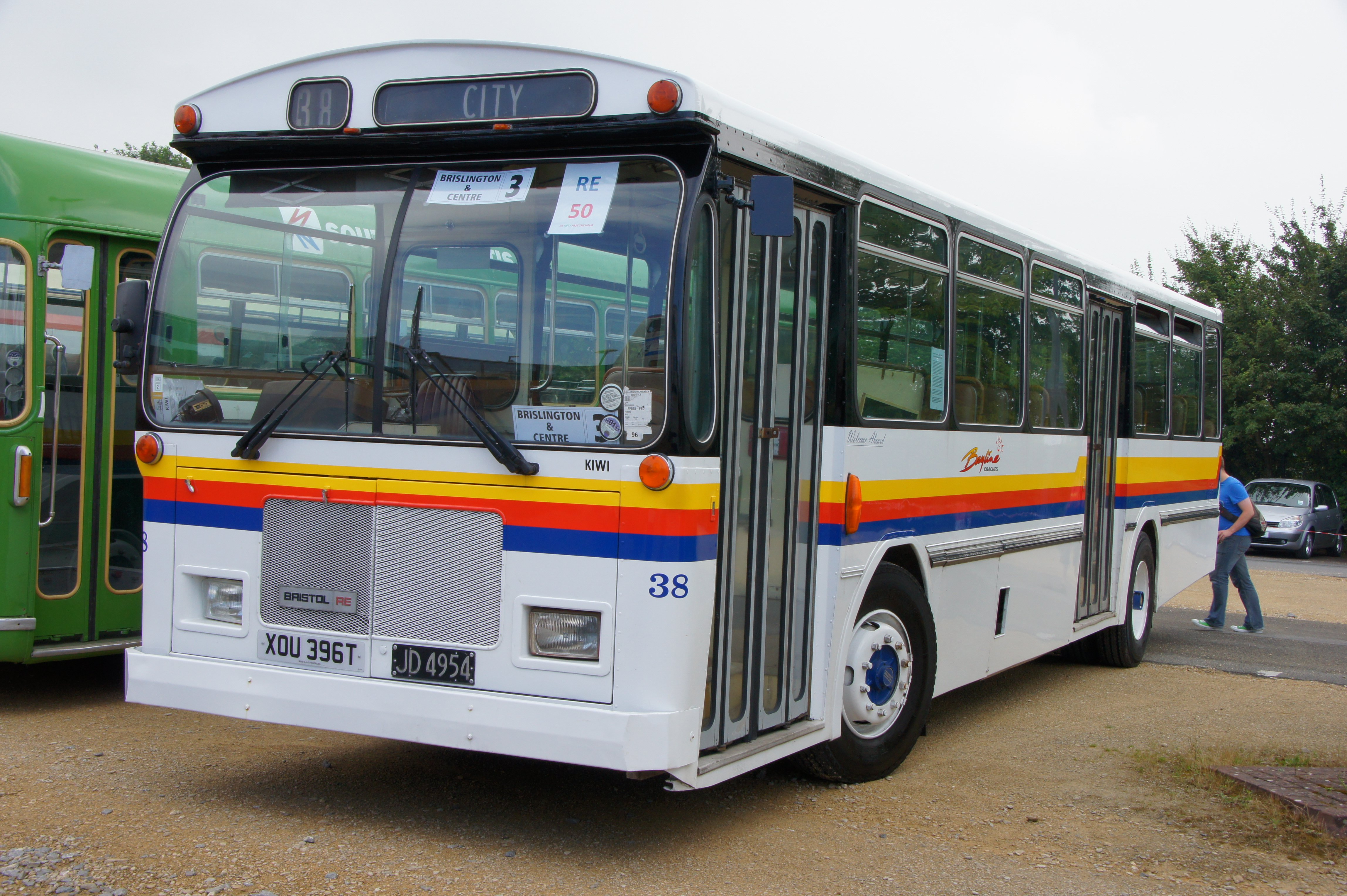
NZ-Motorbodies, Lizenzbau auf Bristol-Chassis von 1979
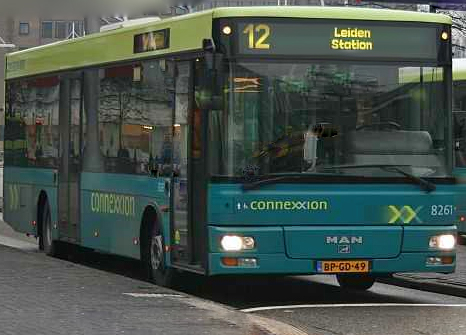
Caetano-Lizenzbau auf MAN-Chassis
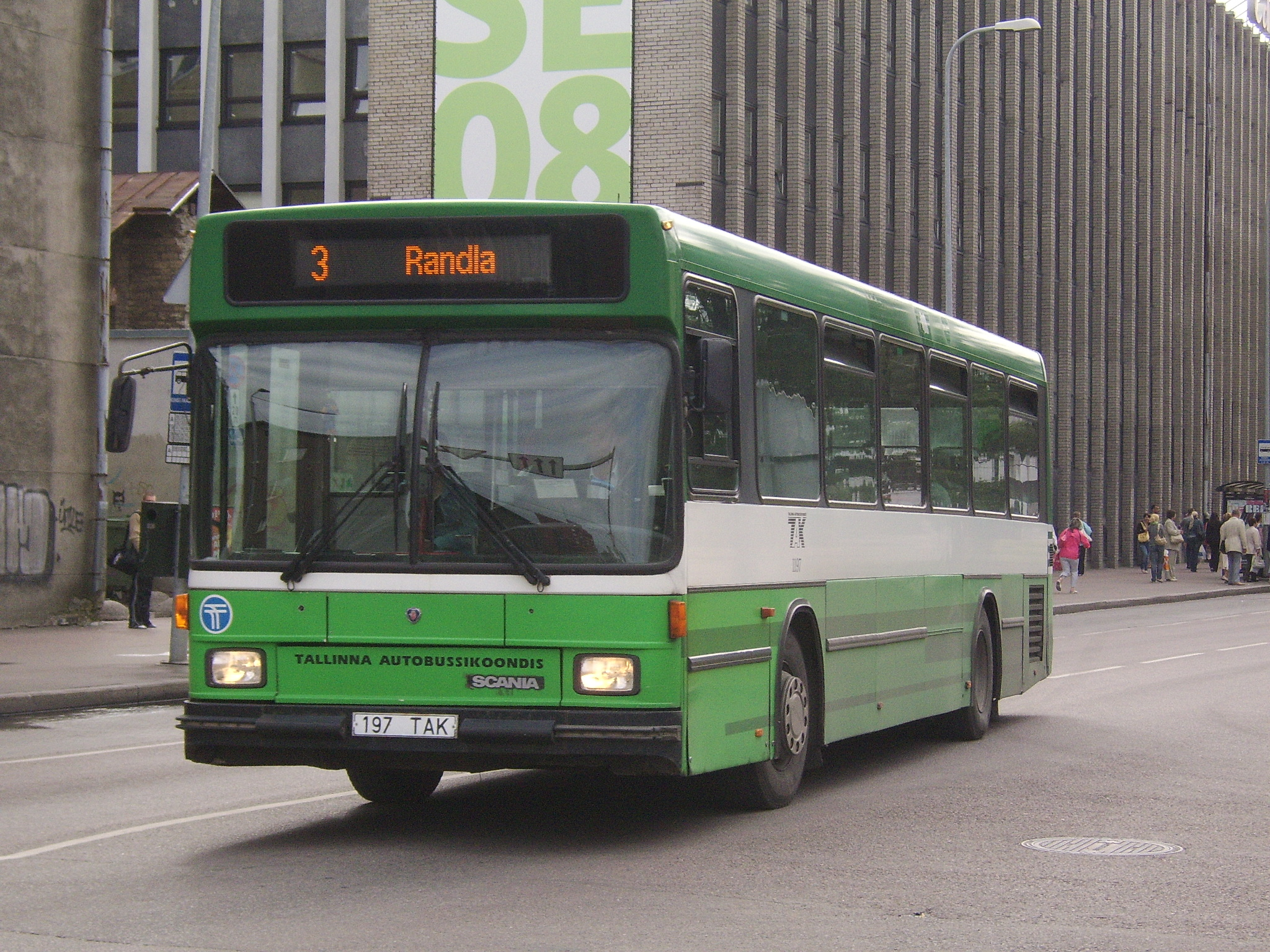
Ein Baltcoach-Lizenzbau auf Scania-Basis in Tallinn, dazu passend wurden auch Anhänger in Lizenz gebaut
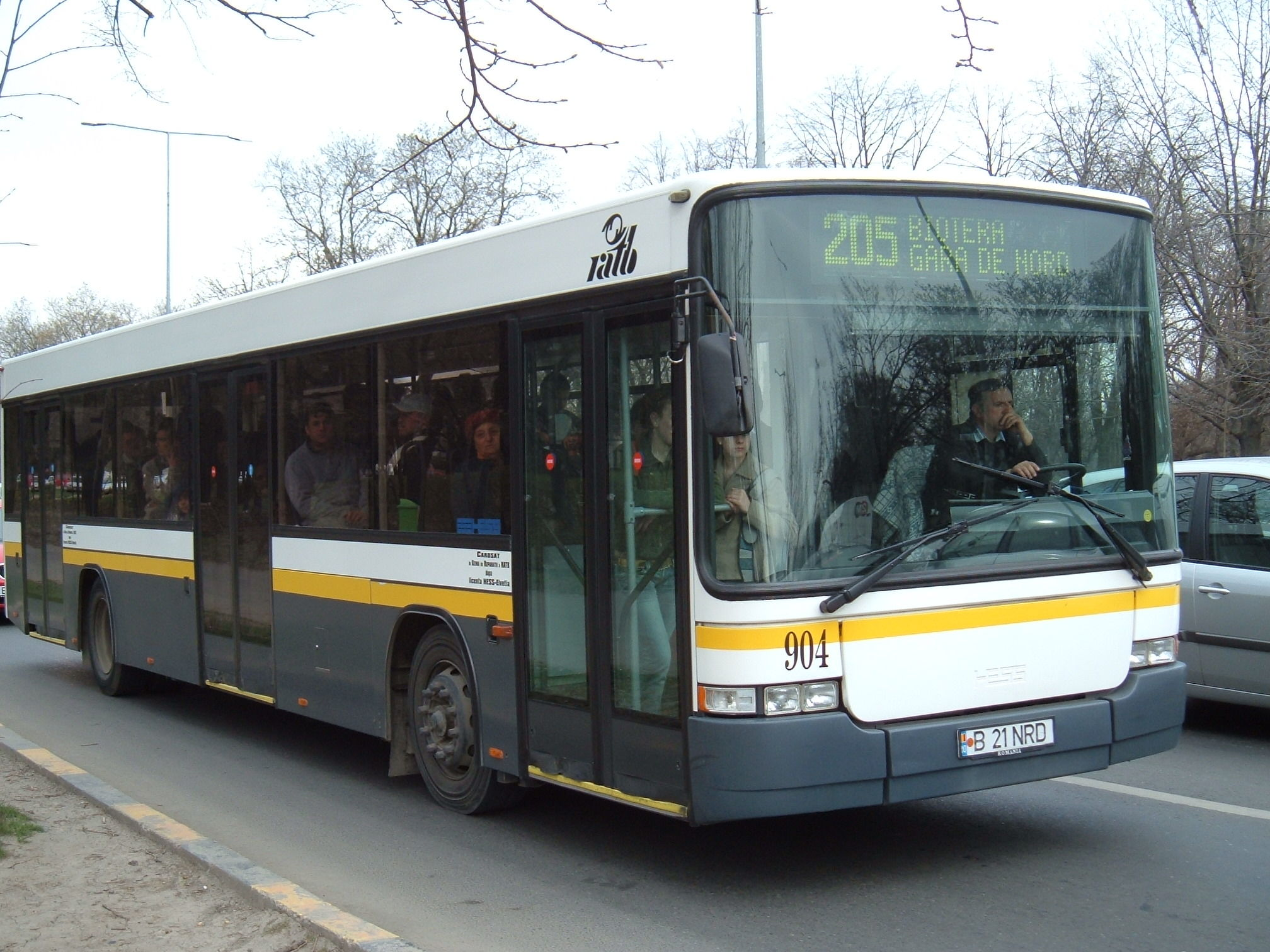
Ein unter Hess-Lizenz hergestellter Bus in Bukarest
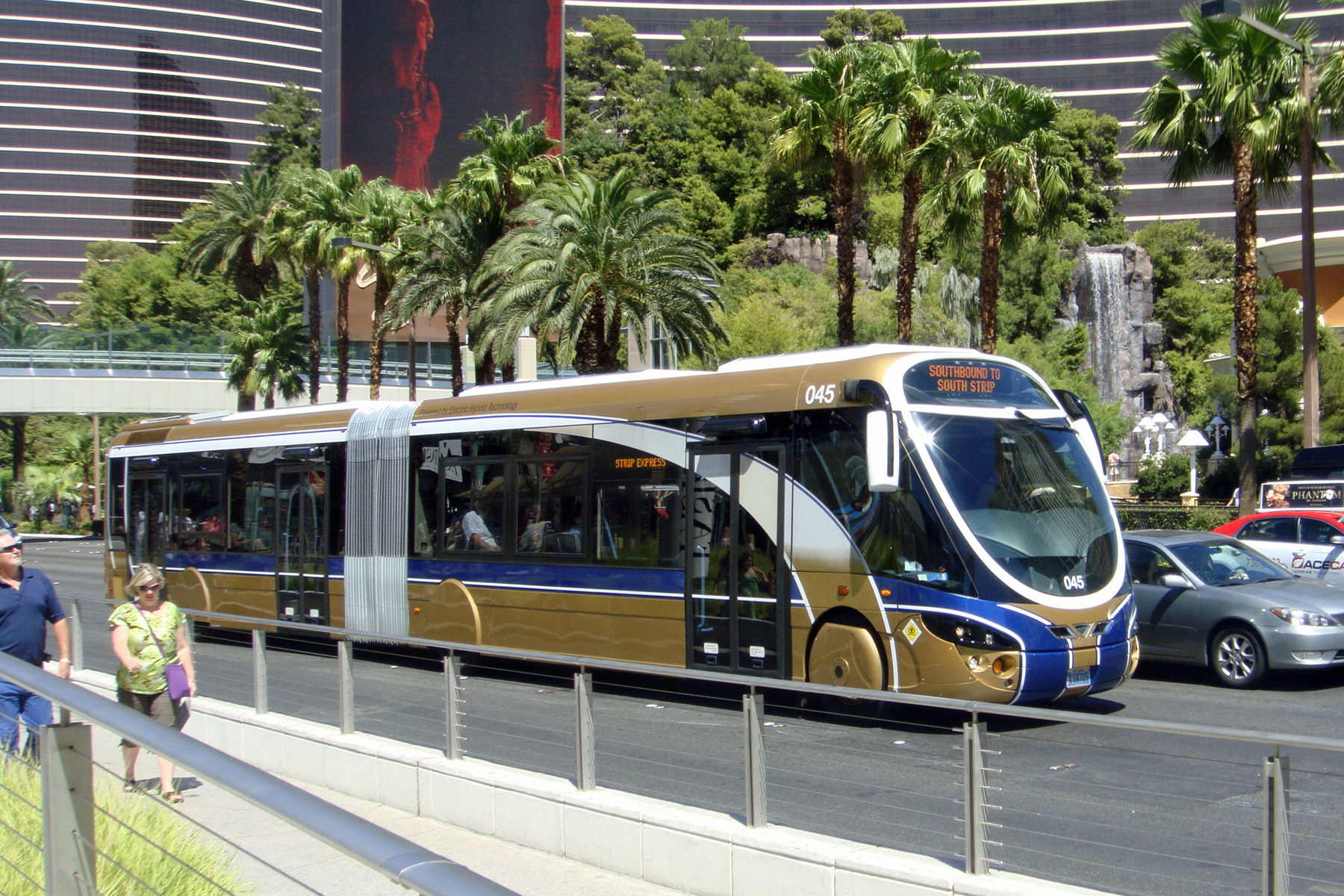
Wright Streetcar auf Basis eines Hess-Chassis

### Cobus

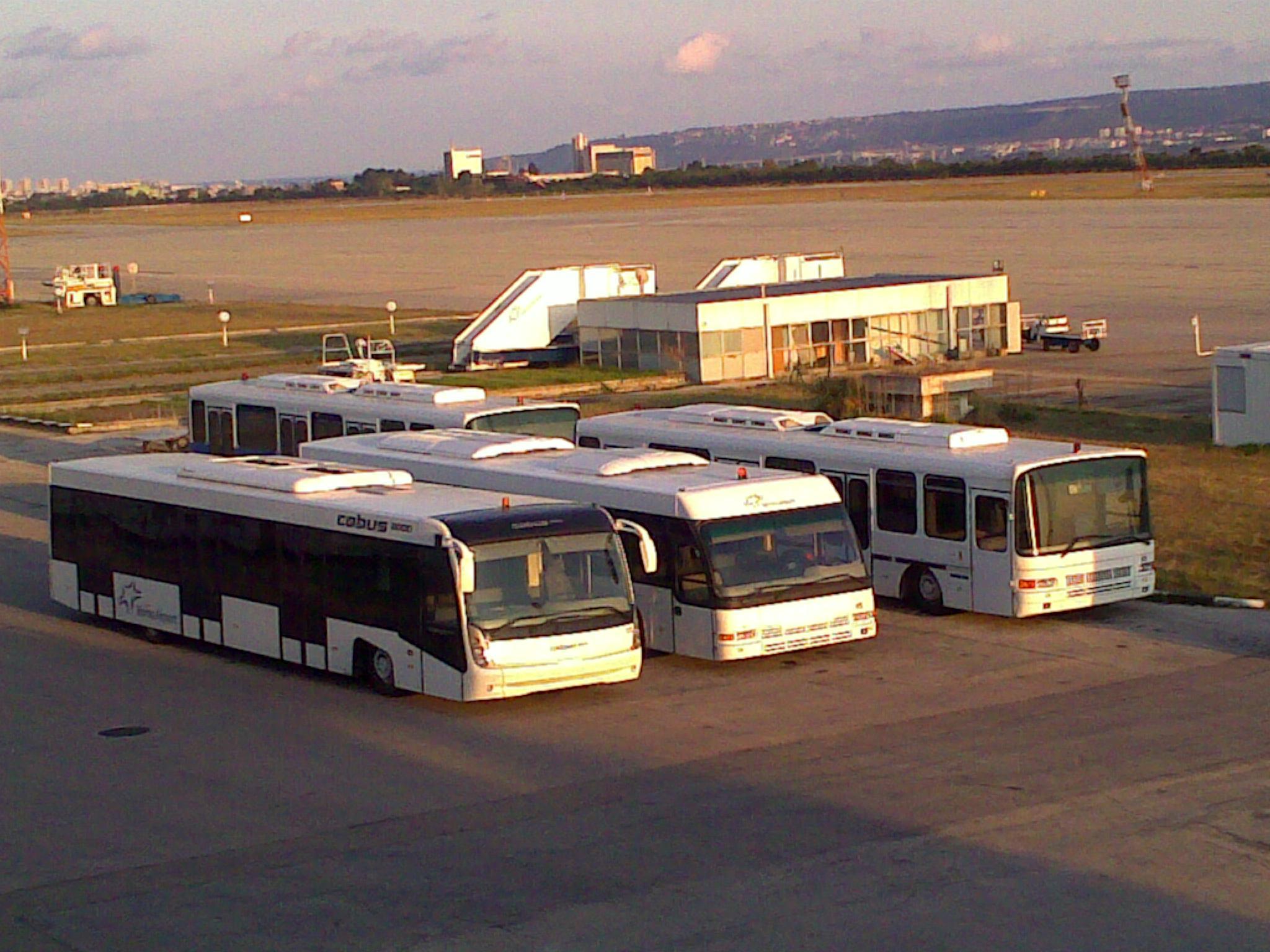
Cobusse der zweiten bis vierten Generation in Warna

Im Frühsommer 1976 wurden vom Flughafen Zürich Flughafenbusse ausgeschrieben. Da Hess den Ausschreibungsvorgaben zufolge als Generalunternehmer auftreten musste, galt es auch das Fahrgestell und den mechanischen Teil darzustellen. Die Idee eines passenden Fahrgestells wurde von Hess skizziert, bevor man die Chassis-Hersteller FBW und Saurer anfragte, ob sie dieses produzieren würden. Während Saurer absagte, sicherte FBW die Unterstützung zu. Das Konzept, das die beiden Firmen noch im August 1976 einreichten, umfasste ein Chassis mit einem Ottomotor von Ford, der vorn platziert wurde und auf die Vorderachse wirkte. Entsprechend bestand das Chassis aus einem Triebkopf und einem Schleppschemmel. Als Karosserie diente ein Vollaluminium-Aufbau mit Grossprofilen. Im Jahr 1978 präsentierte Hess seinen Flughafenbus am Automobilsalon Genf, bevor die beiden bestellten Busse an den Flughafen übergeben wurden. Das Konzept des Flughafenbusses bewährte sich, lediglich der Ford-Motor wurde durch einen Dieselmotor von Daimler-Benz ersetzt und so folgten weitere Bestellungen aus Zürich.
Ein neuer Abschnitt in Sachen Flughafenbusse begann im Sommer 1989, als ein Vertreter der Firma Contrac, eine deutsche Tochter des portugiesischen Busherstellers Salvador-Caetano (CaetanoBus), Hess besuchte, um mehr über die Flughafenbusse zu erfahren. Bereits wenig später, am 30. November 1989, wurde ein Lizenzvertrag für den weltweiten Vertrieb und die Montage von angelieferten Buskits unterzeichnet. Mit der Übergabe des ersten Fahrzeugs wurde dann auch der Markenname COBUS eingeführt, der sich vom verwendeten CO-BOLT-System der Karosserie ableitet. Contrac firmiert mittlerweile als Cobus Industries und ist Marktführer in Flughafen-Vorfeldbussen mit über 75 % Marktanteil.

## Tochterfirmen

### FBT Fahrzeug- und Maschinenbau AG
Im November 1972 übernahm Hess den damaligen Fabrikmaschinen- und Sägewerkhersteller Bögli in Thörigen. In den folgenden Jahren wurden Eigenprodukte wie Sägereieinrichtungen aufgegeben. Vom Mutterkonzern kamen allerdings Aufträge für fabrikationsspezifische Fahrzeugteile wie beispielsweise Aussen- und Innenschwenktüren für Linienbusse oder Linienwähler für Rollbandanzeigen. Heute werden von der Firma FBT zu einem Drittel Aufträge von Hess bearbeitet; die restlichen Aufträge stammen von Drittfirmen. Heute werden Türaggregate und spezielle Aussen-Schwenkschiebetüren für Bus und Bahn von FBT als eigenständiges Produkt entwickelt und vermarktet, ausserdem steht Kunden ein CNC-Maschinenpark zur Produktion von Komponenten zur Verfügung.

### Carrosserie Tüscher AG
Bereits ab 1982 arbeitete Hess vermehrt mit der Carrosserie Tüscher zusammen, die damals noch an der Hardturmstrasse in Zürich ihren Sitz hatte. Grundlage für die vertiefte Zusammenarbeit war, dass beide Firmen Buskarosserien aus Aluminium herstellten. Als sich der damalige Inhaber Adi Tüscher im April 1984 dazu entschloss, seine Firma zu verkaufen, wurde beschlossen, dass Hess die Karosserie-Abteilung von Tüscher in einem Neubau übernehmen sollte. Im Juni 1984 wurde die Carrosserie Tüscher AG in Dällikon als Tochterunternehmen der Carrosserie Hess AG ins Handelsregister eingetragen. Heute werden am Standort Dällikon neben Nutzfahrzeugreparaturen für das Gebiet Ostschweiz auch Ausbauten für Schul- und VIP-Busse angeboten.

### Carrosserie Lauber SA
Die Carrosserie Lauber et fils SA mit Sitz in Nyon gehörte in den 1980er Jahren als Tochterfirma der Carrosserie Ramseier+Jenzer aus Bern beziehungsweise Biel noch zu den Konkurrenten im Bau von Busaufbauten. Da sich die Carrosserie Ramseier+Jenzer als Tochterfirma der Rey-Firmengruppe Mitte der 1990er Jahre neu positionieren musste, drängte sich ein Verkauf der Firma Lauber auf. Nach längeren Verhandlungen übernahm die Carrosserie Hess die Carrosserie Lauber SA im Oktober 1996. Am 1. Januar 2000 wurde ein Neubau bezogen, in dem neben Umbauten von Nutzfahrzeugen, Schulbussen und Behindertenbussen auch Reparaturen und Service für Fahrzeuge aller Art angeboten werden.

### Carrosserie Muster & Müller AG
Am 1. Januar 2013 hat die Carrosserie Hess AG die Carrosserie Muster & Müller AG in Oberbuchsiten übernommen. Wie bereits vor der Übernahme durch Hess sollen an diesem Standort Reparaturen für Pkw, Lastwagen und Busse angeboten werden.

### Standort Grenchen
Zusätzlich hatte die Carrosserie Hess AG zwischen 1963 und 1999 auch eine Zweigstelle in Grenchen, die auf PKW-Reparaturen spezialisiert war. Ab 1982 wurden zudem unter dem Namen Nufatech Ausbauten für behindertengerechte Fahrzeuge an diesem Standort angeboten.